# 2017
Rok 2017 (MMXVII) gregoriánského kalendáře začal v neděli 1. ledna a skončil v neděli 31. prosince. V České republice měl 250 pracovních dnů a 13 státních a ostatních svátků. Letní čas začal v neděli 26. března ve 2.00 hodin a skončil v neděli 29. října ve 3.00 hodin. Dle židovského kalendáře nastal přelom roků 5777 a 5778, dle islámského kalendáře 1438 a 1439. OSN vyhlásila rok 2017 jako Rok udržitelného rozvoje cestovního ruchu.

## Události
Automatický abecedně řazený seznam viz Kategorie:Události roku 2017

### Česko
- 13. ledna – Severozápadní Čechy, především Krušné hory zasáhl vítr o síle orkánu. Na Klínovci byl naměřen poryv o rychlosti 119 km/hod. a na nedalekém německém Fichtelbergu 148 km/hod.
- 14. ledna – Tři lidé byli lehce zraněni při zřícení střechy nově postavené sportovní haly v České Třebové.
- 25.–29. ledna – 109. Mistrovství Evropy v krasobruslení v Ostravě
- 28. ledna – Humanitární pracovník Petr Jašek byl v Súdánu odsouzen k 20 letům odnětí svobody za údajnou protistátní činnost.
- 17. února – Premiér Bohuslav Sobotka sdělil, že považuje Bohumínské usnesení zakazující vládní spolupráci mezi ČSSD a KSČM za překonané.
- 23. února – Při výbuchu a požáru v areálu Poličských strojíren bylo zraněno 19 lidí včetně zasahujících hasičů
- 31. března – Byl uzavřen důl Paskov.
- 2. května – Český premiér Bohuslav Sobotka oznámil, že podá demisi do rukou prezidenta republiky Miloše Zemana. V případě přijetí by se tak v demisi ocitla celá vláda. Jde o reakci na kauzu korunových dluhopisů ministra financí Andreje Babiše.
- 19. května – Česká republika se ujala předsednictví v Radě Evropy
- 23. května – Český prezident Miloš Zeman podepsal milost pro Jiřího Kajínka odsouzeného za dvojnásobnou nájemnou vraždu.
- 29. června – V Brně došlo k požáru Hošnovy vily, který napáchal škody za 500 000 Kč.
- 6. září – Poslanecká sněmovna Parlamentu České republiky schválila vydání poslanců hnutí ANO Andreje Babiše a Jaroslava Faltýnka k trestnímu stíhání.
- 20.–21. října – Volby do Poslanecké sněmovny Parlamentu České republiky 2017, které vyhrálo hnutí ANO, na druhém místě ODS následované Piráty
- 2. prosince – Při zřícení lávky přes Vltavu v pražské Troji byli zranění 4 lidé
- 6. prosince – Prezident Miloš Zeman jmenoval Andreje Babiše premiérem
- 10. prosince – Ostravsko zasáhlo zemětřesení s magnitudou 3,5
- 13. prosince – Prezident Miloš Zeman jmenoval první vládu Andreje Babiše.

### Svět
- 1. ledna
  - Malta převzala Předsednictví EU

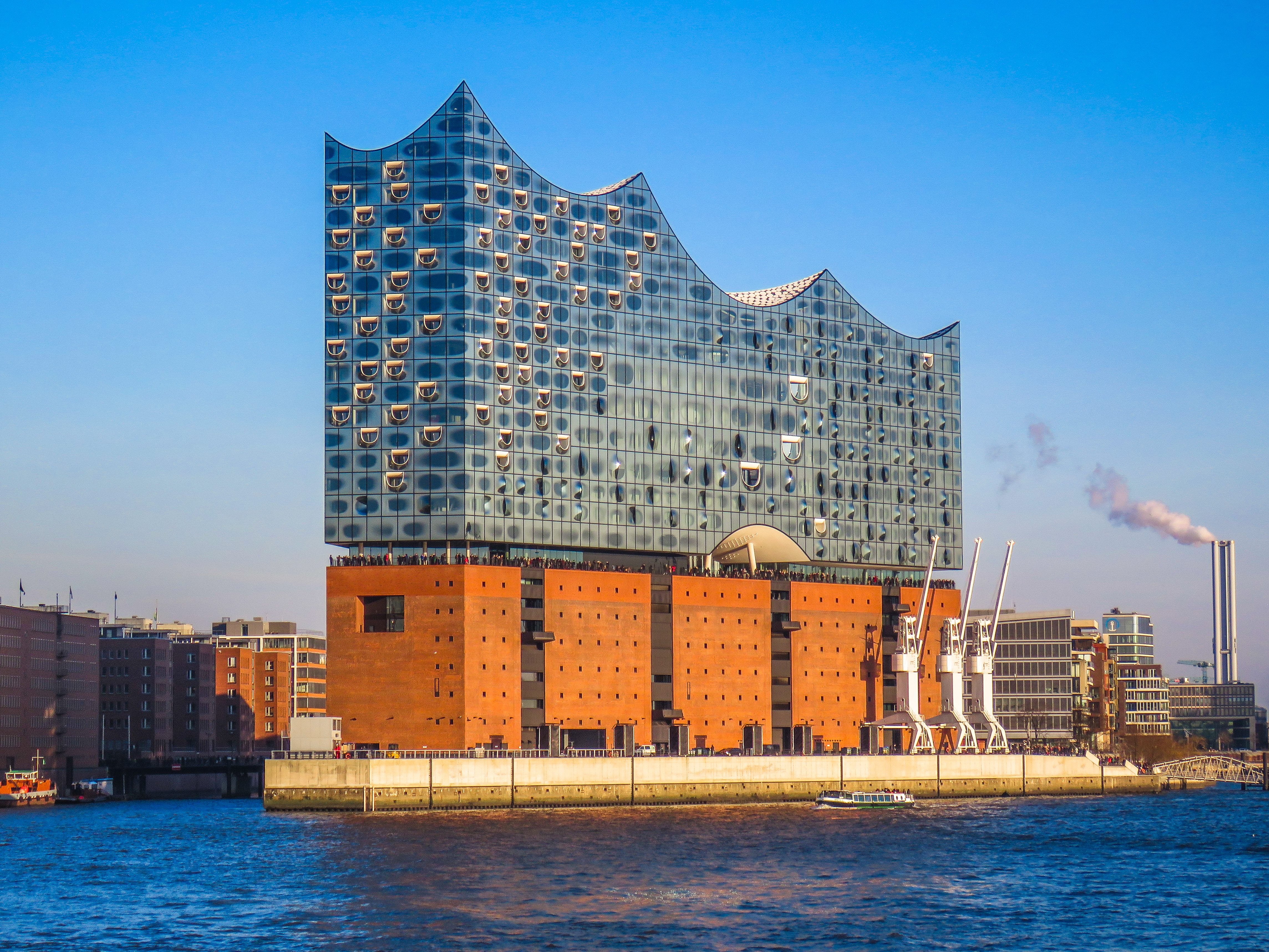
Labská filharmonie

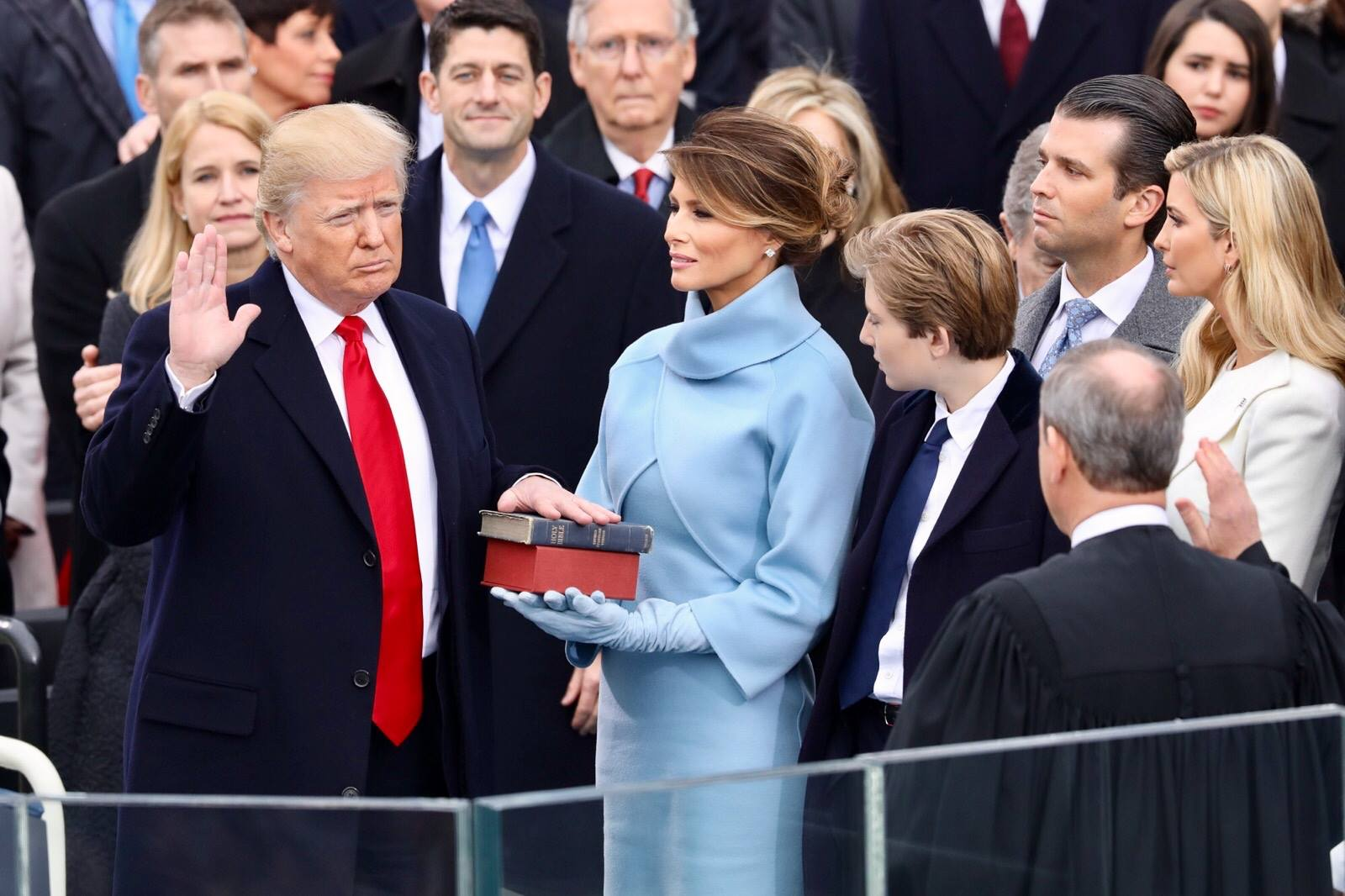
Donald Trump během prezidentské přísahy

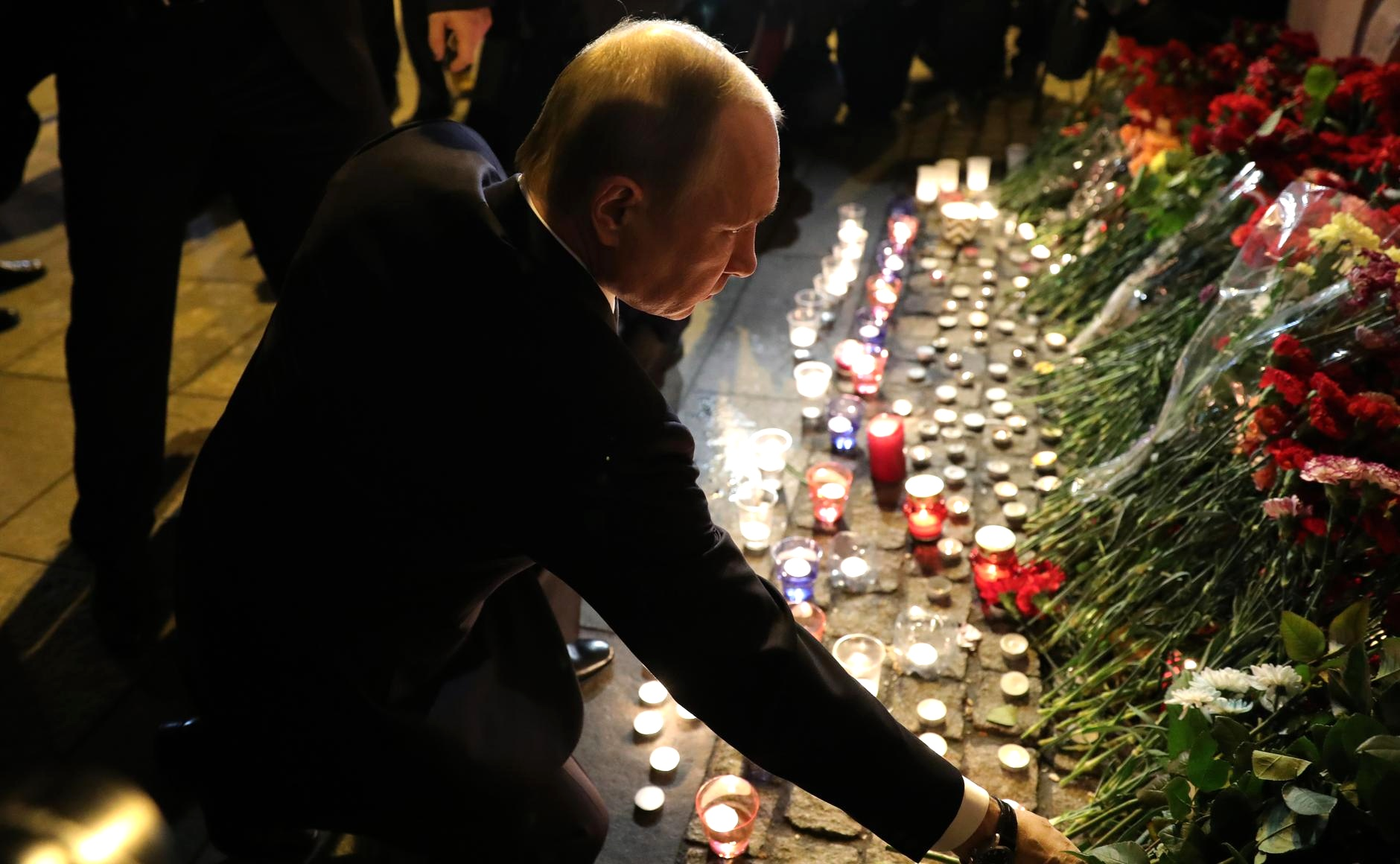
Bombový útok v Petrohradu 2017

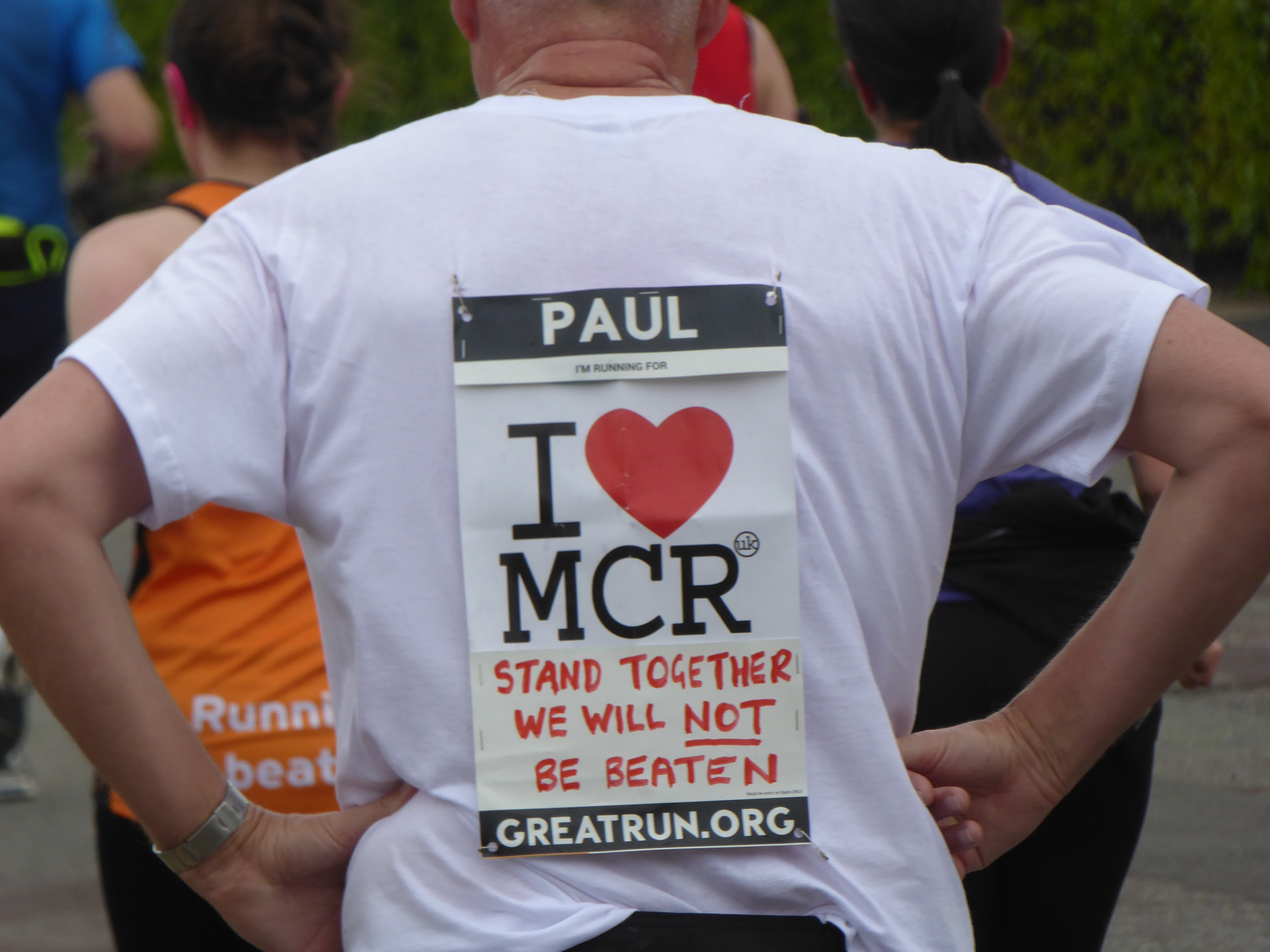
Sebevražedný bombový útok v Manchester Areně

  - Evropskými hlavními městy kultury v roce 2017 byly dánský Aarhus a kyperský Pafos
  - Nejméně 39 lidí bylo zabito při útoku na noční klub v tureckém městě Istanbulu.
- 6. ledna – Nejméně pět lidí bylo zabito při útoku Estebana Santiago-Ruize poloautomatickou zbraní na letišti Fort Lauderdale-Hollywood na Floridě.
- 8. ledna – Při teroristickém útoku v Jeruzalémě zemřeli 4 lidé.
- 11. ledna – V Hamburku byla slavnostně otevřena Labská filharmonie.
- 16. ledna – Při pokusu o přistání v kyrgyzském Biškeku se zřítilo letadlo tureckých aerolinií Boeing 747, přičemž zahynuli 4 členové posádky a asi 34 lidí na zemi.
- 19. ledna – Desítky lidí byly uvězněny poté, co zemětřesením vyvolaná lavina zničila hotel v pohoří Gran Sasso v italském kraji Abruzzo.
- 20. ledna – Inaugurace 45. amerického prezidenta Donalda Trumpa
- 26. ledna
  - Americký prezident Donald Trump vydal exekutivní příkaz k výstavbě zdi na hranici s Mexikem.
  - Do úřadu nastoupil nově zvolený rakouský prezident Alexander Van der Bellen.
- 30. ledna – Filipínská policie pozastavila protidrogovou kampaň, během níž pozabíjela 7 000 lidí spojených s užíváním a distribucí drog.
- 31. ledna – Maroko po 33 letech vstoupilo do Africké unie.
- 12. února – Frank-Walter Steinmeier byl zvolen 12. prezidentem Spolkové republiky Německo.
- 15. února – Evropský parlament poměrem hlasů 408:254 schválil obchodní dohodu CETA mezi EU a Kanadou.
- 26. února
  - prstencové zatmění Slunce pozorovatelné v Jižní Americe a Africe
  - V Hollywoodu proběhl 89. ročník udílení Oscarů
- 15. března – V nizozemských parlamentních volbách zvítězila Lidová strana pro svobodu a demokracii dosavadního premiéra Marka Rutteho se ziskem 21,2 % hlasů a 33 mandátů ve 150členném nizozemském parlamentu. Na druhém místě se umístila Strana pro svobodu pod vedením Geerta Wilderse s 13 % hlasů.
- 22. března – V centru Londýna se odehrál teroristický útok, zemřeli 4 lidé a přes 30 lidí bylo zraněno.
- 2. dubna – V ekvádorských prezidentských volbách těsně zvítězil kandidát vládnoucí socialistické strany Lenín Moreno
- 3. dubna
  - V petrohradském metru zahynulo při teroristickém útoku 15 lidí a 64 jich bylo zraněno.
  - Novým srbským prezidentem byl zvolen stávající premiér Aleksandar Vučić
- 11. dubna
  - Tři exploze poškodily autobus fotbalistů německého klubu Borussia Dortmund cestou na čtvrtfinále Ligy mistrů s Monakem.
  - ukončení rozšířené podpory operačního systému Microsoft Windows Vista
- 16. dubna – Turečtí občané se v referendu vyslovili 51,3% většinou pro změnu ústavy při celkové volební účasti 84 % oprávněných voličů, Turecko by se tak mělo stát prezidentskou republikou.
- 7. května – Ve francouzských prezidentských volbách zvítězil s 66,1 procenty Emmanuel Macron
- 5.–21. května – 81. Mistrovství světa v ledním hokeji v Kolíně nad Rýnem a Paříži
- 9. května – Liberální kandidát Mun Če-in byl zvolen jihokorejským prezidentem.
- 13. května – Vítězem Eurovision Song Contest 2017 se stal portugalský zpěvák Salvador Sobral s písní „Amar Pelos Dois“.
- 22. května – Teroristický útok v Manchesteru si vyžádal 22 mrtvých a 59 zraněných během koncertu zpěvačky Ariany Grande.
- 26.–27. května – Setkání skupiny G8 v sicilské Taormině
- 1. června – Americký prezident Donald Trump oznámil odstoupení své země z Pařížské klimatické dohody.
- 3. června – Při teroristických útocích, které v Londýně provedli tři muži, zemřelo osm lidí. Útočníci byli zabiti.
- 7. června – Teroristické útoky v Teheránu 2017
- 5. června – Černá Hora se oficiálně stala 29. členem Severoatlantické aliance (NATO)
- 8. června – Parlamentní volby ve Spojeném království
- 10. června – 10. září – Expo 2017 v kazašské Astaně
- 14. června – Nejméně 12 lidí zemřelo při požáru bytového domu v londýnském obvodě Hammersmith a Fulham
- 15. června – Roamingové poplatky byly v rámci Evropské unie zrušeny.[2]
- 17. června – V Grónsku vzniklo tsunami, které zasáhlo osady Nuugaatsiaq a Illorsuit. 4 lidé zemřeli a 9 bylo zraněno, přičemž 2 z nich byli těžce zraněni.
- 18. června – Nejméně 62 lidí uhořelo při lesním požáru ve středním Portugalsku.
- 19. června – Nejméně jeden člověk zemřel a 10 dalších bylo zraněno poté, co řidič úmyslně najel dodávkou do davu lidí poblíž Severolondýnské ústřední mešity.
- 30. června – Německo umožnilo homosexuálním párům uzavírat manželství a adoptovat děti.
- 1. července – Estonsko převzalo Předsednictví EU
- 7.–8. července – Summit skupiny G20 v Hamburku
- 8. července – Novým mongolským prezidentem byl zvolen podnikatel a bývalý zápasník sambo Chaltmágín Battulga.
- 9. července – Irácký premiér Hajdar Abádí oznámil vítězství nad samozvaným Islámským státem a kompletní osvobození Mosulu.
- 10. července – Výbor pro světové dědictví na svém 41. zasedání v polském Krakově přidal jednadvacet památek na seznam Světového dědictví UNESCO.
- 12. července – Maltský parlament schválil stejnopohlavní manželství.
- 20. července – Novým indickým prezidentem byl zvolen kandidát současné vládní koalice Rám Náth Kóvind z kasty nedotknutelných (páriů).
- 17. srpna – Při útoku dodávkou v ulici La Rambla v Barceloně byly zraněny desítky lidí a 15 jich bylo zabito.
- 21. srpna – Úplné zatmění Slunce pozorovatelné v severní Americe
- 6.–10. září – Karibik a USA zasáhl Hurikán Irma
- 13. září
  - Mezinárodní olympijský výbor vybral pořadatele Letních olympijských her 2024 a Letních olympijských her 2028
  - Halimah Yacobová byla zavolena první prezidentkou v dějinách Singapuru poté, co ji volební komise shledala jedinou způsobilou kandidátkou.
- 24. září – Parlamentní volby v Německu
- 1. října – Referendum o nezávislosti Katalánska
- 2. října – Nejméně padesát lidí bylo zabito a dalších dvě stě zraněno při útoku střelce na country koncertě v Las Vegas.
- 15. října – Parlamentní volby v Rakousku
- 19. října – Byla objevena planetka ʻOumuamua, později charakterizovaná jako první známý mezihvězdný objekt.
- 26. října – konec ochranné lhůty dokumentů, které souvisí s atentátem na JFK, a může tak dojít k jejich zveřejnění (editace: již 2013) [3]
- 15. listopadu – Armáda v Zimbabwe převzala moc v zemi a prezidenta Roberta Mugabeho zadržela v domácím vězení.
- 21. listopadu – Zimbabwský prezident Robert Mugabe abdikoval.
- 22. listopadu – Mezinárodní trestní tribunál pro bývalou Jugoslávii odsoudil bývalého velitele armády Republiky srbské Ratka Mladiće k doživotnímu vězení za válečné zločiny.
- 7. prosince – Australský parlament schválil stejnopohlavní manželství.
- 11. prosince – V New Yorku na Manhattanu poblíž Times Square odpálil 27letý Bangladéšan Akajíd Ulláh trubkovou nálož, která zranila 4 lidi.
- 22. prosince – V Haagu byla po 24 letech slavnostně ukončena činnost Mezinárodního trestního tribunálu pro bývalou Jugoslávii

## Neuskutečněné události
- leden – vyslání dvou sond raketou Ariane 5 v rámci mise BepiColombo k Merkuru
- Povrchovou těžbou uhlí budou zničeny poslední zbytky zaniklé středověké vesnice Nesvětice[4]
- Podle úvah z roku 2014 má dojít k zahájení výstavby prvního úseku linky D pražského metra[5]
- V roce 2005 Čína oznámila, že kolem roku 2017 chce vyslat lidskou posádku na Měsíc[6]

## Narození

### Svět
- 28. února – Stefano Casiraghi, člen monacké knížecí rodiny
- 31. srpna – Gabriel Švédský, syn švédského prince Karla Filipa

## Úmrtí

### Česko
- 01. ledna

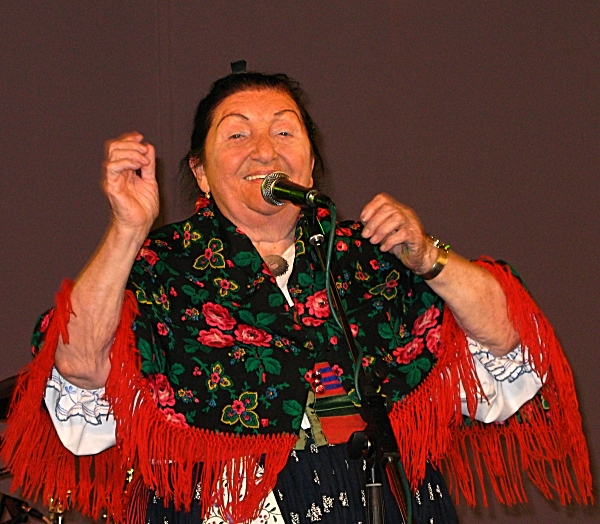
Jarmila Šuláková († 11. února)

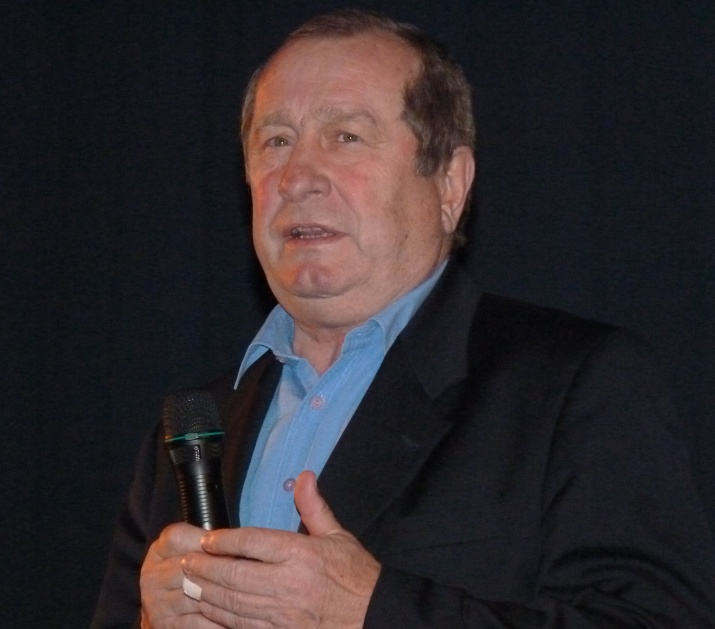
Josef Augusta († 16. února)

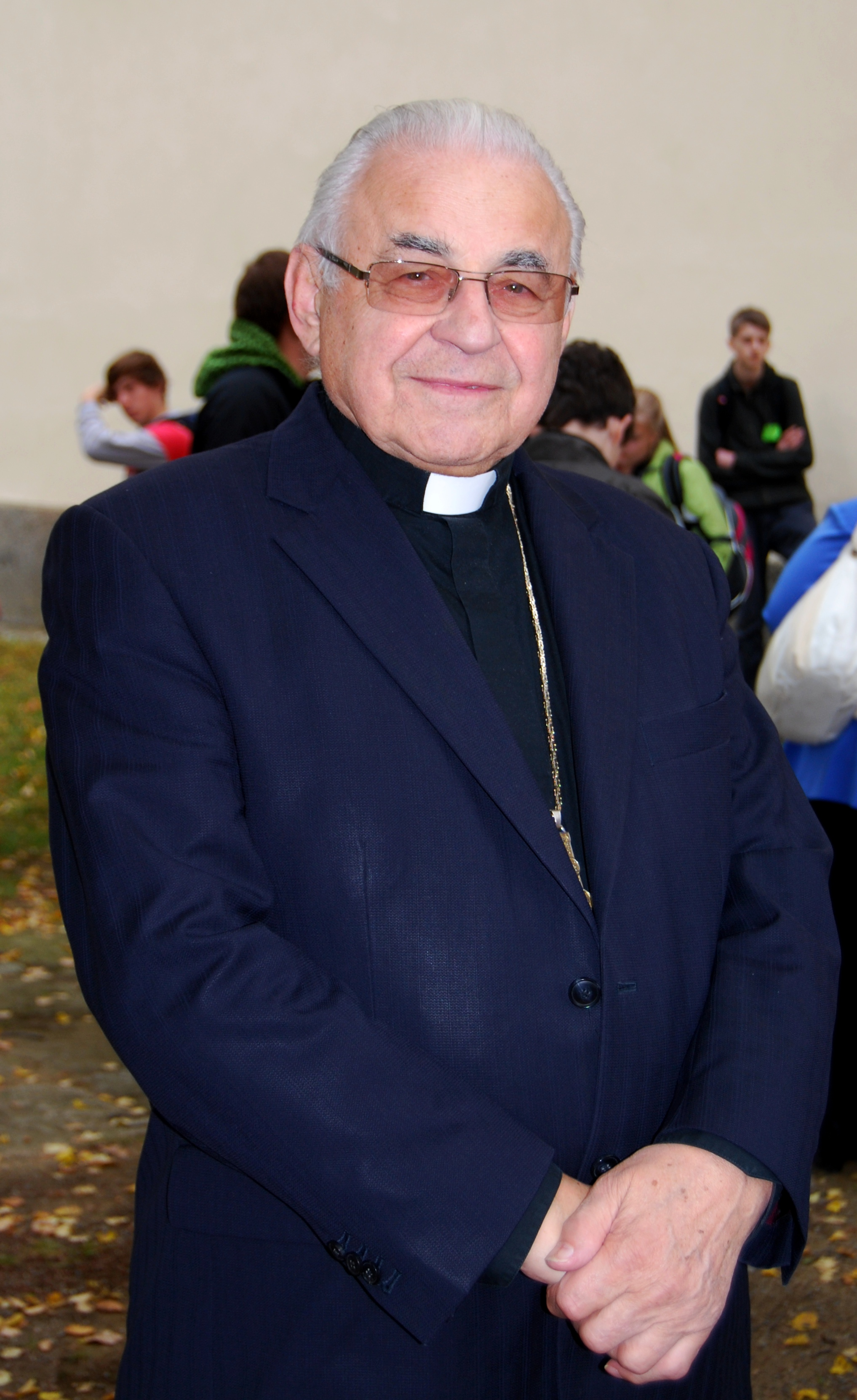
Miloslav Vlk († 18. března)

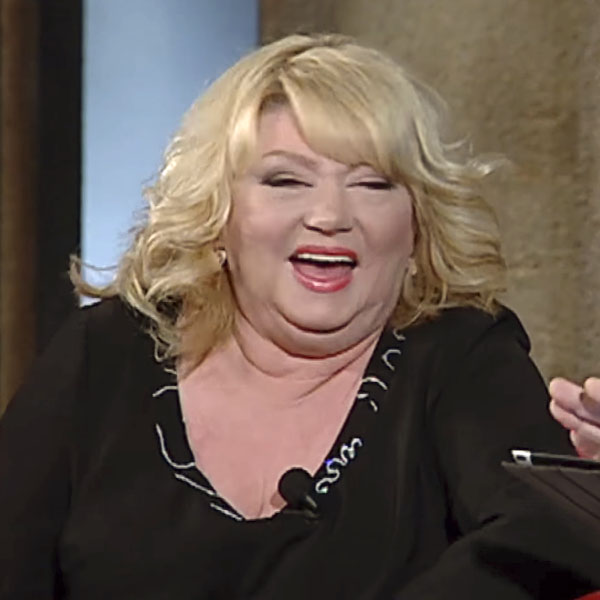
Věra Špinarová († 26. března)

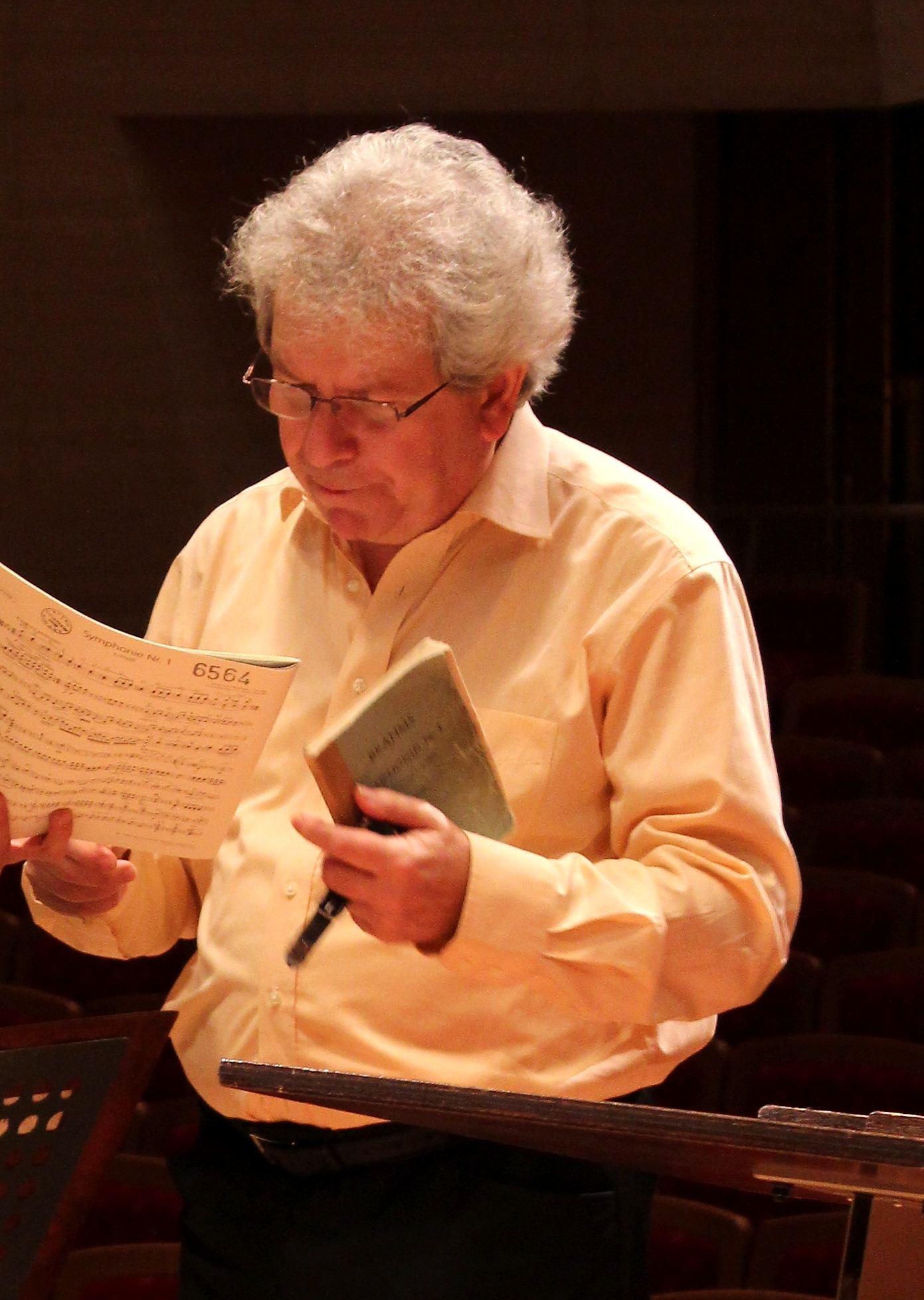
Jiří Bělohlávek († 31. května)

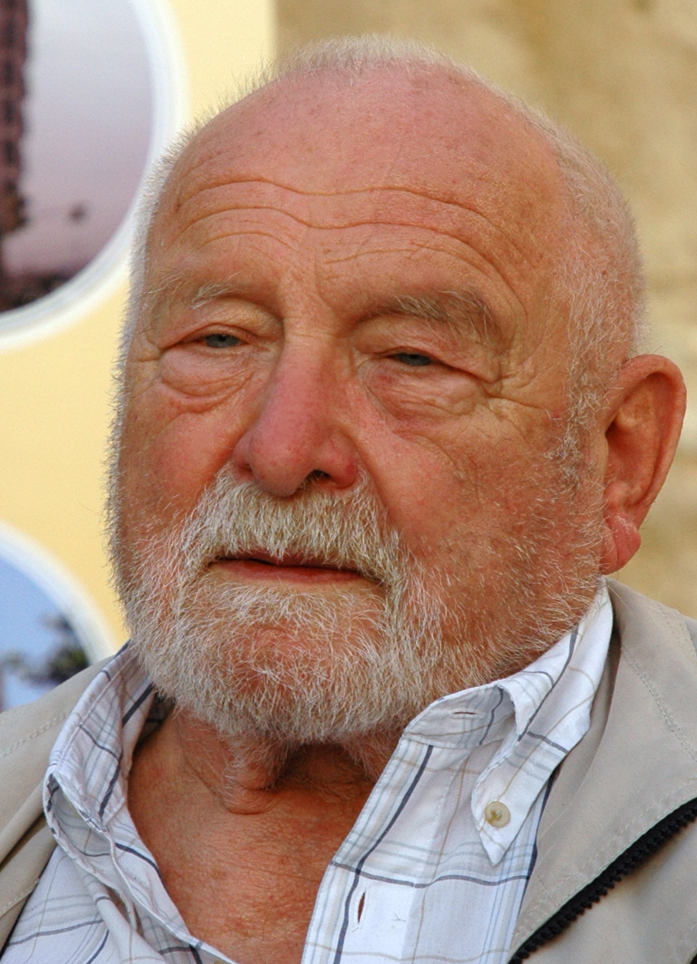
Olbram Zoubek († 15. června)

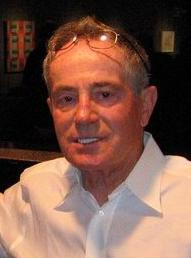
Jan Tříska († 25. září)

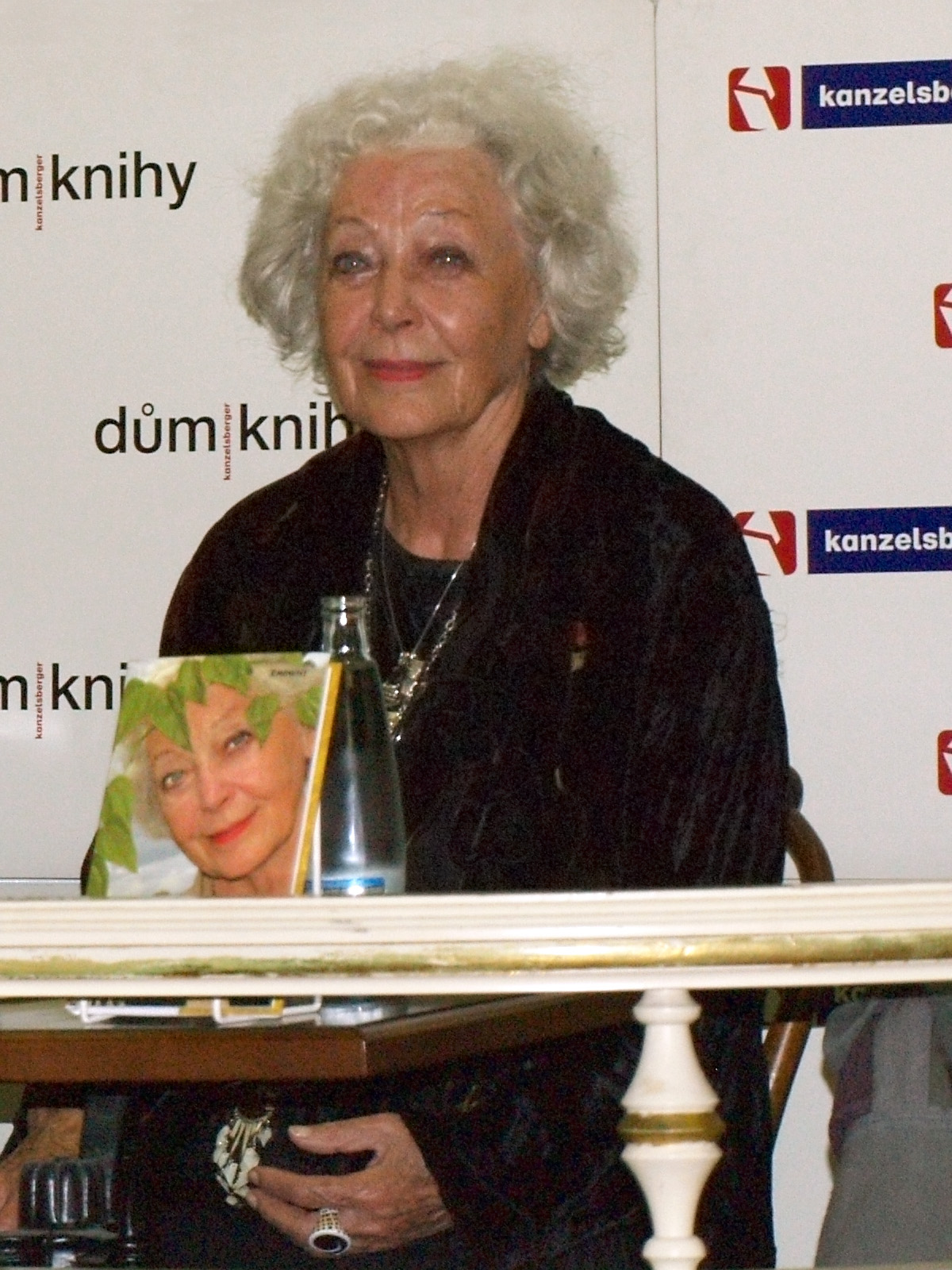
Květa Fialová († 26. září)

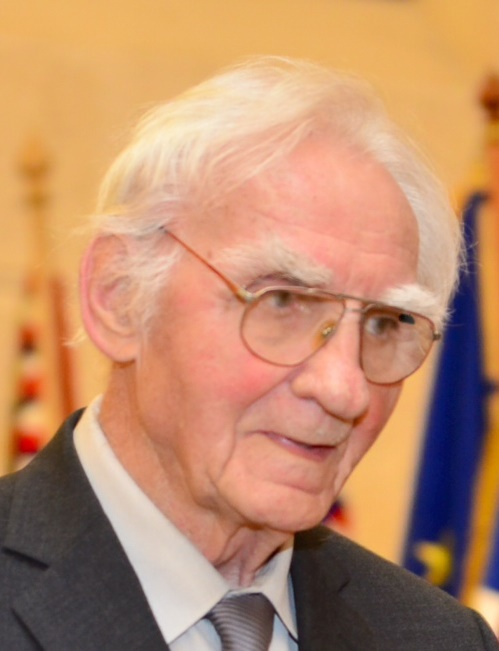
Armin Delong († 5. října)

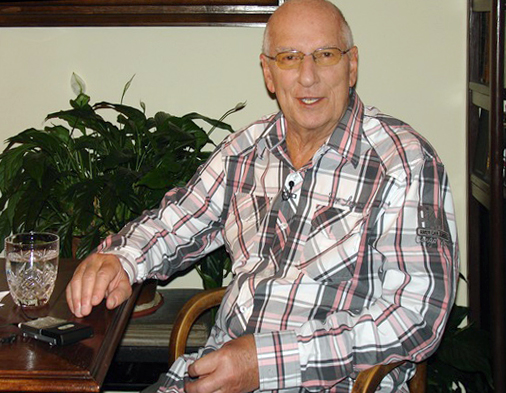
Karel Štědrý († 7. listopadu)

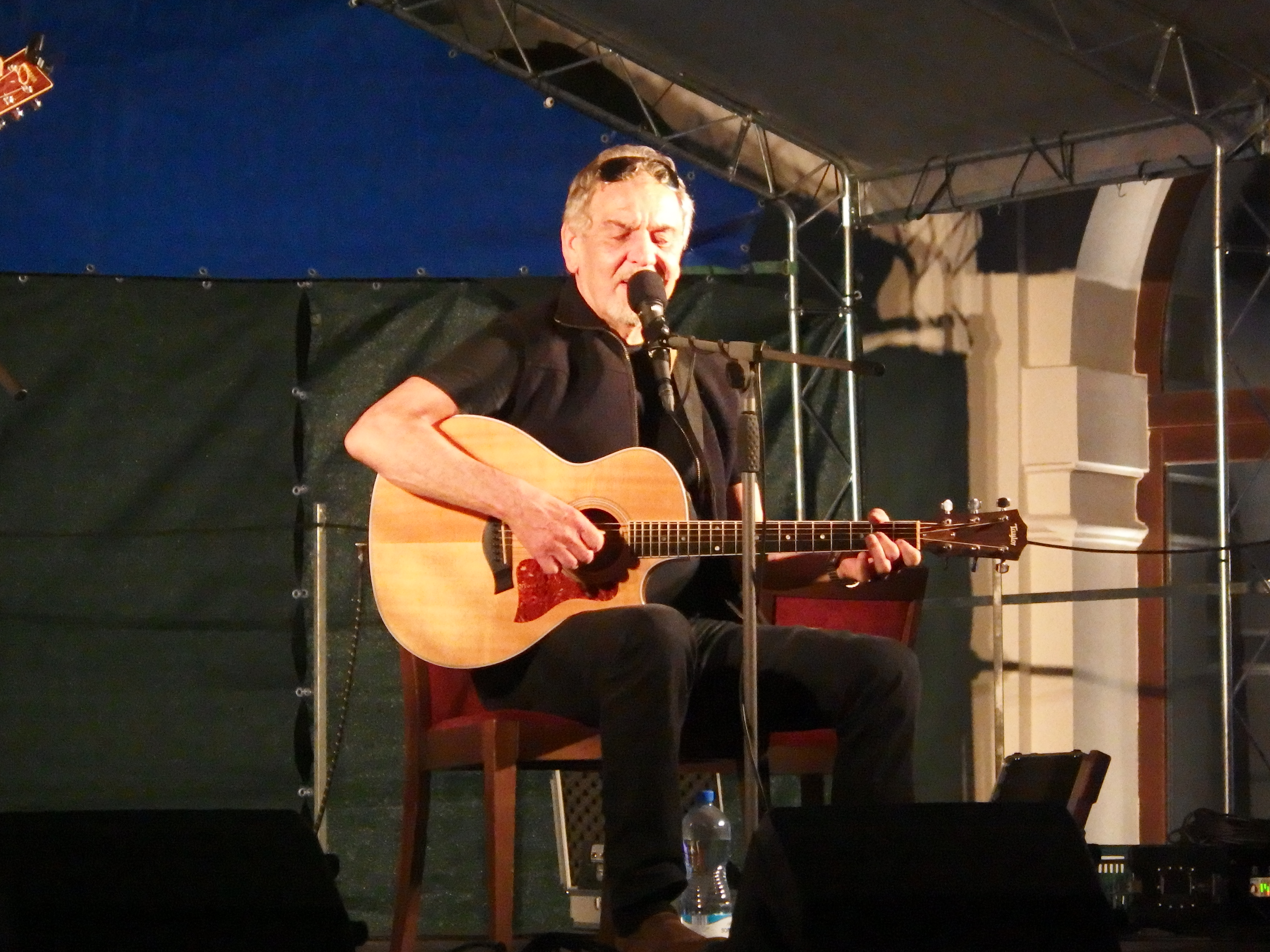
Wabi Daněk († 16. listopadu)

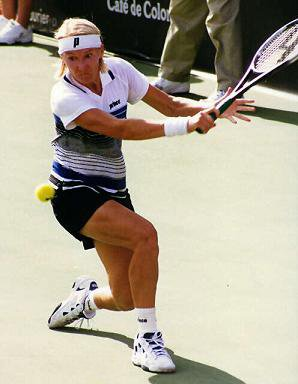
Jana Novotná († 19. listopadu)

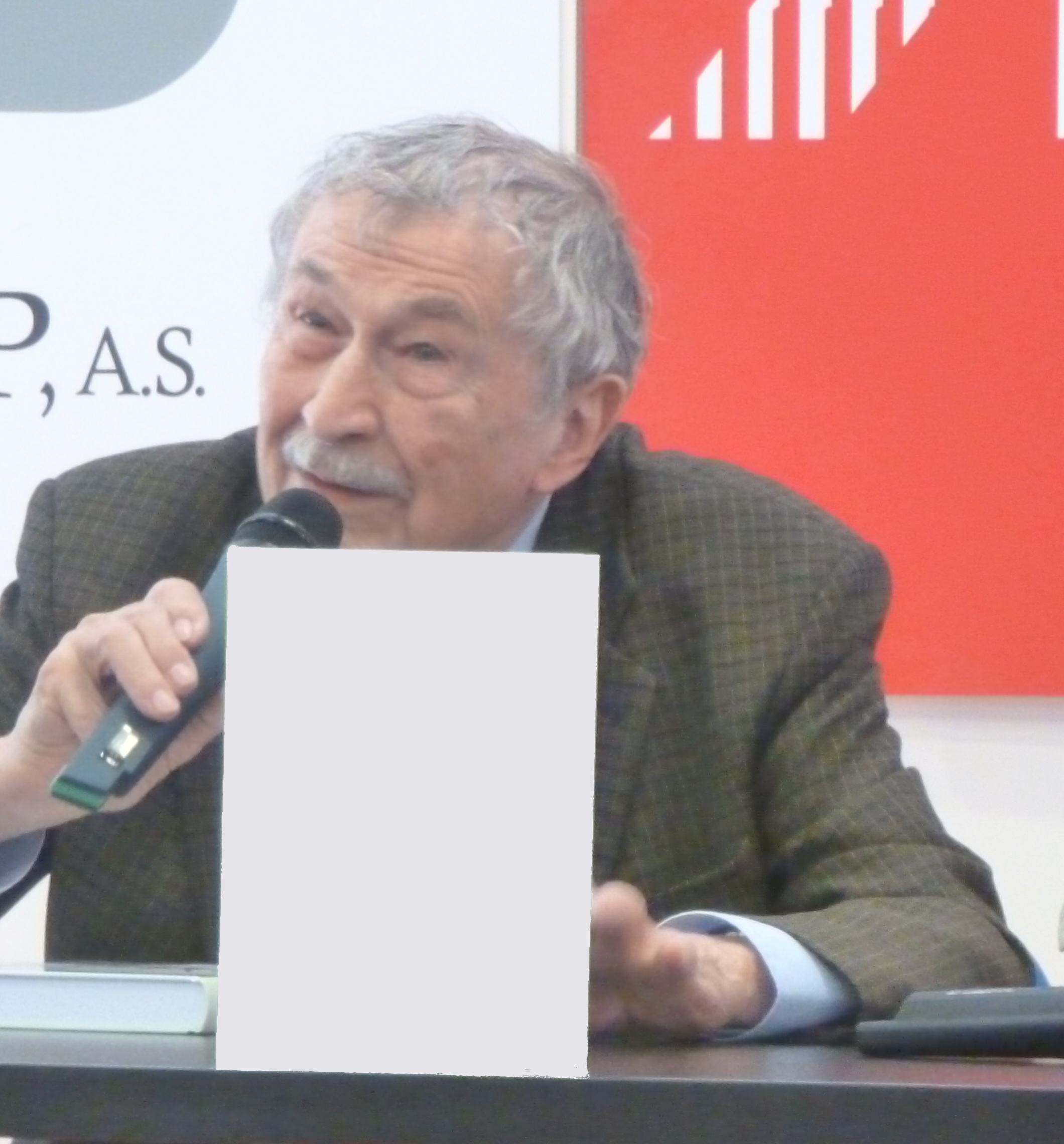
Rajko Doleček († 20. prosince)

  - František Benda, ministr životního prostředí a chemik (* 7. srpna 1944)
  - Petr Paulů, kytarista a hudební pedagog (* 28. dubna 1956)
- 02. ledna – Anna Magdalena Schwarzová, bosá karmelitánka (* 14. března 1921)
- 03. ledna – Bedřich Blažek, kněz a hudebník (* 30. června 1928)
- 08. ledna – Naděžda Gajerová, herečka a spisovatelka (* 11. března 1928)
- 16. ledna
  - Jiří Navrátil, překladatel, publicista a skaut (* 10. září 1923)
  - Jan Borna, divadelní režisér a básník (* 25. srpna 1960)
- 17. ledna – Zdeněk Sázava, teolog, duchovní a pedagog (* 28. června 1931)
- 20. ledna – Naděžda Kavalírová, předsedkyně Konfederace politických vězňů a předsedkyně Rady Ústavu pro studium totalitních režimů (* 13. listopadu 1923)
- 21. ledna
  - Michal Pavlata, herec (* 15. července 1945)
  - Václav A. Černý, lingvista a překladatel (* 27. května 1931)
  - Vladimír Pýcha, architekt (* 23. dubna 1939)
- 22. ledna – Ladislav Nosek, horolezec (* 12. srpna 1973)
- 25. ledna – Nora Cífková, herečka (* 21. února 1920)
- 27. ledna
  - Lubomír Doležel, lingvista a literární teoretik (* 3. října 1922)
  - Petr Kop, volejbalista (* 15. února 1937
- 28. ledna – Radim Hložánka, římskokatolický kněz (* 4. ledna 1923)
- 01. února
  - Dušan Karpatský, filolog, spisovatel, překladatel a literární historik (* 28. února 1935)
  - Vladislav Kaska, malíř, grafik a výtvarný pedagog (* 27. června 1945)
- 02. února – Jiří Daněk, spisovatel píšící pod pseudonymem Hnát Daněk (* 1. května 1959)
- 05. února – Jaromír Demek, geograf a geomorfolog (* 14. srpna 1930)
- 07. února – Antonín Přidal, překladatel a spisovatel (* 13. října 1935)
- 10. února – Jan Kubr, cyklista (* 6. srpna 1934)
- 11. února – Jarmila Šuláková, folklórní zpěvačka (* 27. června 1929)
- 13. února – Bedřich Utitz, válečný veterán a novinář (* 20. listopadu 1920)
- 14. února – Jiří Lanský, atlet (* 17. září 1933
- 16. února
  - Josef Augusta, hokejista (* 24. listopadu 1946)
  - Miroslav Richter, právník, zakládající Moravské občanské hnutí (* 8. září 1951)
- 18. února – Josef Protiva, novinář, scenárista a režisér (* 4. února 1937)
- 22. února – Tomáš Mazáč, básník a novinář (* 24. října 1962)
- 23. února – Ivo Svoboda, ministr financí (* 6. dubna 1948)
- 25. února – Bedřich Šonka, fotbalista (* 2. února 1933)
- 27. února – Julie Hrušková, převaděčka, politická vězeňkyně a nositelka Řádu Tomáše Garrigua Masaryka II. třídy (* 18. května 1928)
- 01. března – Josef Kořínek, fotbalista (* 24. prosince 1937)
- 02. března – Otakar Štěrba, ekolog, cestovatel, spisovatel, dokumentarista, vodák a horolezec (* 18. listopadu 1933)
- 13. března – Jan Svoboda, biolog (* 14. srpna 1934)
- 15. března
  - Mečislav Borák, historik (* 31. ledna 1945)
  - Jan Štěpán, přírodovědec, botanik, územní projektant, ministerský úředník, vysokoškolský pedagog, archivář a historik (* 11. května 1932)
- 16. března – Miroslav Rada, malíř, ilustrátor, grafik a pedagog (* 23. února 1926)
- 17. března – Ivan Landsmann, spisovatel (* 26. února 1949)
- 18. března – Miloslav Vlk, 35. arcibiskup pražský, primas český a kardinál (* 17. května 1932)
- 20. března – Eduard Vávra, politik (* 2. srpna 1943)
- 22. března
  - Helena Štáchová, ředitelka divadla Spejbla a Hurvínka (* 18. listopadu 1944)
  - Alexandr Kliment, prozaik, básník a dramatik (* 30. ledna 1929)
- 26. března – Věra Špinarová, zpěvačka (* 23. prosince 1951)
- 30. března – Vladimír Kočandrle, kardiovaskulární a transplantační chirurg (* 13. července 1933)
- 04. dubna – Zdeněk Smetánka, archeolog (* 21. října 1931)
- 05. dubna – Jan Malý, fotograf (* 16. dubna 1954)
- 06. dubna
  - Libuše Havelková, herečka (* 11. května 1924)
  - Martin Dolenský, režisér (* 24. března 1970)
- 09. dubna
  - Jiří Ornest, herec, režisér, překladatel, manžel herečky Daniely Kolářové (* 27. září 1946)
  - Erich Pepřík, římskokatolický kněz, generální vikář olomoucké arcidiecéze (* 25. listopadu 1922)
- 12. dubna – Michael Heyrovský, elektrochemik, syn zakladatele polarografie a nositele Nobelovy ceny za chemii Jaroslava Heyrovského (* 29. května 1932)
- 13. dubna – Jarmila Veselá, zpěvačka, flétnistka a příležitostná herečka (* 2. ledna 1933)
- 15. dubna – Václav Kolář, pedagog, komunální politik a publicista (* 8. května 1946)
- 18. dubna – Augustin Bubník, hokejista, trenér a politik (* 21. listopadu 1928)
- 20. dubna
  - Alexander Bílek, atlet-chodec na 20 a 50 km (* 20. ledna 1941)
  - Jana Dudková, televizní dramaturgyně a scenáristka (* 1. října 1931)
- 22. dubna – Václav Kučera, muzikolog, hudební skladatel a pedagog (* 29. dubna 1929)
- 23. dubna – Oldřich Jehlička, soudce, předseda občanskoprávního kolegia Nejvyššího soudu (* 11. května 1933)
- 24. dubna
  - František Rajtoral, fotbalista (* 12. března 1986)
  - František Brůna, házenkář (* 13. října 1944)
  - Dagmar Lerchová, krasobruslařka (* 22. října 1930)
- 25. dubna
  - Milan Purnoch, volejbalista a volejbalový funkcionář (* 27. srpna 1933)
  - Miroslav Smyčka, operní pěvec-barytonista a esperantista (* 11. září 1926)
- 11. května
  - Bedřich Loewenstein, česko-německý historik (* 29. června 1929)
  - Antonín Pšurný, atlet, sokol, ragbista (* 18. srpna 1927)
- 13. května
  - Jiří Kahoun, spisovatel a autor Příběhů včelích medvídků (* 12. března 1942)
  - Vladimír Mokrohajský, fotbalista, brankář, reprezentant Československa (* 29. května 1935)
  - Josef Válka, historik, emeritní profesor českých dějin na Masarykově univerzitě v Brně (* 13. července 1929)
- 14. května – Hugo Josef Pitel, katolický duchovní, premonstrát a politický vězeň (* 19. března 1928)
- 19. května – David Bystroň, fotbalový obránce (* 18. listopadu 1982)
- 24. května
  - Olga Hejná, sochařka, ilustrátorka a spisovatelka (* 13. března 1928)
  - Alena Ovčačíková, spisovatelka a politička moravské národnosti (* 2. května 1956)
- 30. května – René Přibil, divadelní a filmový herec i režisér (* 17. dubna 1946)
- 31. května
  - Jiří Bělohlávek, dirigent (* 24. února 1946)
  - Antonín Kupka, římskokatolický kněz, soudce Interdiecézního soudu v Olomouci, exercitátor a papežský kaplan (* 22. července 1939)
- 02. června – Jaroslav Kořán, překladatel, pražský primátor (* 17. ledna 1940)
- 11. června – Filip Crhák, výtvarný umělec, fotograf a profesionál v oblasti digitální komunikace (* 22. srpna 1975)
- 13. června – Bohumil Kubát, ministr zemědělství (* 5. dubna 1956)
- 15. června
  - Olbram Zoubek, sochař (* 21. dubna 1926)
  - Michaela Freemanová, muzikoložka a hudební publicistka (* 21. listopadu 1946)
- 16. června – Petr Matějů, sociolog a politik (* 22. července 1950)
- 18. června
  - Marta Kottová, přeživší holokaustu a předsedkyně Historické skupiny Osvětim (* 22. února 1929)
  - Pavel Kohn, židovský autor žijící v Německu (* 14. října 1929)
- 19. června – Jaroslav Musial, politik a právník (* 13. května 1921)
- 20. června – Karel Čermák, advokát, předseda České advokátní komory a ministr spravedlnosti (* 13. září 1934)
- 21. června – Vladimír Drha, režisér a scenárista (* 7. května 1944)
- 25. června – Eduard Zeman, ministr školství (* 11. dubna 1948)
- 28. června – František Řehák, divadelní a filmový herec (* 4. října 1923)
- 03. července – Zdeněk Juračka, bigbeatový kytarista (* 19. května 1947)
- 04. července
  - Petr Pelzer, herec (* 1. května 1941)
  - Jiří Svetozar Kupka, spisovatel, prozaik a scenárista (* 28. září 1921)
- 15. července – Dušan Zbončák, fotbalový zálžník (* 26. prosince 1947)
- 16. července – Eva Děpoltová, operní pěvkyně, sopranistka, dlouholetá sólistka Národního divadla (* 5. srpna 1945)
- 19. července
  - Karel Franta, malíř a ilustrátor (* 1. května 1928)
  - Josef Hrubý, spisovatel, básník, překladatel, výtvarník a knihovník (* 10. května 1932)
- 20. července – Jaroslav Doleček, amatérský filmař (* 3. prosince 1928)
- 22. července – František Ševčík, hokejový útočník (* 11. ledna 1942)
- 24. července – Jarmila Šusterová, první stálá programová hlasatelka Československé televize (* 28. března 1932)
- 25. července
  - Petr Matásek, divadelník a scénograf (* 17. dubna 1944)
  - Ivana Loudová, hudební skladatelka a pedagožka (* 8. března 1941)
- 27. července
  - Jiří Herczeg, právník, odborník na trestní právo (* 16. září 1969)
  - Jan Sarkandr Tománek, malíř, grafik a tvůrce animovaných filmů (* 14. prosince 1947)
- 03. srpna
  - Pavel Kantorek, přírodovědec, profesor fyzikálních věd (* 17. května 1942)
  - Miroslava Besserová, scenáristka, publicistka a spisovatelka (* 30. května 1946)
- 06. srpna – Jiří Krpálek, římskokatolický kněz, biskup skryté církve a papežský kaplan (* 6. září 1931)
- 07. srpna – Jaroslav Klemeš, generál a bojovník proti nacismu (* 31. ledna 1922)
- 10. srpna
  - Jiří Kuběna, historik umění, básník a spisovatel (* 31. května 1936)
  - Rudolf Baťa, hokejový rozhodčí a funkcionář českého fotbalového svazu a Sparty (* 4. září 1927)
  - Josef Kaňa, senátor a místopředseda České národní rady (* 9. února 1943)
- 12. srpna – Ivo Pavlík, hudební skladatel, klávesista a klarinetista (* 12. května 1933)
- 13. srpna – Slávka Peroutková, novinářka, třetí manželka Ferdinanda Peroutky (* 9. listopadu 1922)
- 16. srpna – Anna Jurásková, scenáristka a dramaturgyně (* 22. srpna 1924)
- 22. srpna – Judita Štouračová, ekonomka a velvyslankyně České republiky v Bělehradu (* 24. února 1937)
- 23. srpna – Jan Kratochvíl, básník (* 23. října 1928)
- 26. srpna – Josef Musil, volejbalista (* 3. července 1932)
- 27. srpna – Rudolf Kocek, předseda fotbalového klubu Dukla Praha (* 12. července 1929)
- 28. srpna – Jiří Datel Novotný, herec, publicista, scenárista a režisér (* 8. dubna 1944)
- 01. září – Vladimír Brabec, herec (* 15. května 1934)
- 05. září
  - Pavel Balík, politik (* 9. června 1951)
  - Ivan Štoll, fyzik, pedagog a popularizátor vědy (* 10. prosince 1935)
- 11. září – Jiří Rückl, politik a podnikatel (* 20. října 1940)
- 16. září – Petr Šabach, spisovatel (* 23. srpna 1951)
- 17. září – František Hrůza, římskokatolický kněz a kaplan Jeho Svatosti (* 25. února 1923)
- 18. září – Bohuš Zoubek, hráč na lesní roh a hudební pedagog (* 16. listopadu 1942)
- 19. září – Ivo Vodseďálek, básník, výtvarník a podnikatel v cestovním ruchu (* 8. srpna 1931)
- 22. září – Zuzana Dienstbierová, psycholožka, bojovnice za občanské svobody a demokracii a signatářka Charty 77 (* 25. února 1947)
- 25. září – Jan Tříska, česko-americký herec (* 4. listopadu 1936)
- 26. září – Květa Fialová, filmová, televizní a divadelní herečka (* 1. září 1929)
- 27. září
  - Zuzana Růžičková, klavíristka, cimbalistka a hudební pedagožka (* 14. ledna 1927)
  - Arnošt Polák, příslušník 311. československé bombardovací perutě britského královského letectva RAF (* 23. září 1923)
- 01. října – František Listopad, český a portugalský spisovatel (* 26. listopadu 1921)
- 03. října – Jan Koblasa, sochař, malíř, grafik, scénograf, básník, hudebník a profesor (* 5. října 1932)
- 04. října
  - Vladimír Renčín, kreslíř, ilustrátor a karikaturista (* 6. prosince 1941)
  - Karel Kolář, atlet, běžec, sprinter a mistr Evropy (* 16. prosince 1955)
- 05. října
  - Armin Delong, zakladatel elektronové mikroskopie (* 29. ledna 1925)
  - Bohdan Dvořák, politik a státní úředník (* 18. listopadu 1949)
- 11. října – Milan Otáhal, historik soudobých dějin a disident (* 9. června 1928)
- 14. října – Richard Adam, swingový zpěvák (* 14. listopadu 1930)
- 16. října – Antonín Matzner, publicista, spisovatel, producent, hudební režisér a dramaturg (* 22. srpna 1944)
- 18. října – Viola Zinková, herečka (* 15. června 1925)
- 19. října – Igor Pleskot, sociolog a politik (* 23. listopadu 1930)
- 27. října
  - Ladislav Kubík, česko-americký hudební skladatel (* 26. srpna 1946)
  - Milan Nápravník, spisovatel, představitel surrealismu (* 28. května 1931)
- 31. října – Blažena Przybylová, archivářka a ředitelka Archivu města Ostravy (* 7. března 1952)
- 01. listopadu – Václav Machek, reprezentant v dráhové cyklistice a olympionik (* 27. prosince 1925)
- 03. listopadu
  - Václav Riedlbauch, hudební skladatel, pedagog, manažer a ministr kultury (* 1. dubna 1947)
  - Jiří Kormaník, zápasník v řecko-římském zápase (* 26. března 1935)
- 07. listopadu – Karel Štědrý, zpěvák, herec a moderátor (* 10. dubna 1937)
- 10. listopadu
  - Karel Hudec, zoolog a ekolog (* 18. listopadu 1927)
  - Jaroslav Mevald, voják – desátník (* 9. listopadu 1978)
- 11. listopadu – Jan Steklík, výtvarník (* 5. června 1938)
- 12. listopadu – Antonín Kasper, plochodrážní jezdec (* 31. října 1932)
- 13. listopadu – František Poláček, boxer (* 20. ledna 1940)
- 15. listopadu – Jaroslav Šmíd, herec (* 25. září 1970)
- 16. listopadu – Wabi Daněk, folkový písničkář (* 30. ledna 1947)
- 19. listopadu – Jana Novotná, tenisová trenérka, profesionální tenistka a světová jednička (* 2. října 1968)
- 25. listopadu – Ladislav Body, politik romské menšiny (* 2. května 1949)
- 26. listopadu – Miroslav Kapoun, pollitik (* 3. srpna 1945)
- 27. listopadu – Lubomír Bartoš, vysokoškolský učitel, fonetik a romanista (* 21. února 1932)
- 28. listopadu – Zdeněk Šreiner, fotbalista (* 2. června 1954)
- 29. listopadu – Tomáš Ježek, politik a vysokoškolský pedagog (* 15. března 1940)
- 02. prosince – Iva Ritschelová, ekonomka a v letech 2010–2017 předsedkyně Českého statistického úřadu (* 16. července 1964)
- 03. prosince – Josef Petráň, historik, specialista na 16.–18. století (* 23. srpna 1930)
- 04. prosince – Ivo Hána, lékař, klinický imunolog a alergolog, spoluzakladatel vědního oboru imunologie v Československu (* 11. března 1928)
- 10. prosince
  - Drahomíra Vihanová, filmová režisérka a scenáristka (* 31. července 1930)
  - Eva Šormová, historička a teatroložka (* 30. května 1944)
- 15. prosince
  - Radoslav Večerka, jazykovědec, vysokoškolský pedagog, publicista, editor a literární vědec (* 18. dubna 1928)
  - František Zahrádka, skaut a účastník protikomunistického odboje (* 30. října 1930)
- 17. prosince – Pavel Brázda, výtvarník (* 21. srpna 1926)
- 18. prosince – Josef Pešice, fotbalový záložník a trenér (* 12. února 1950)
- 19. prosince – Ctibor Nečas, historik (* 26. července 1933)
- 20. prosince
  - Rajko Doleček, dietolog, propagátor zdravé výživy, lékař a profesor (* 1. června 1925)
  - Jiří Sloup, fotbalista, záložník a reprezentant Československa (* 30. dubna 1953)

### Svět

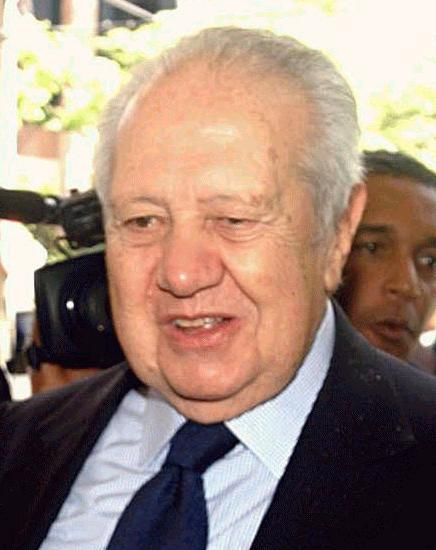
Mário Soares († 7. ledna)

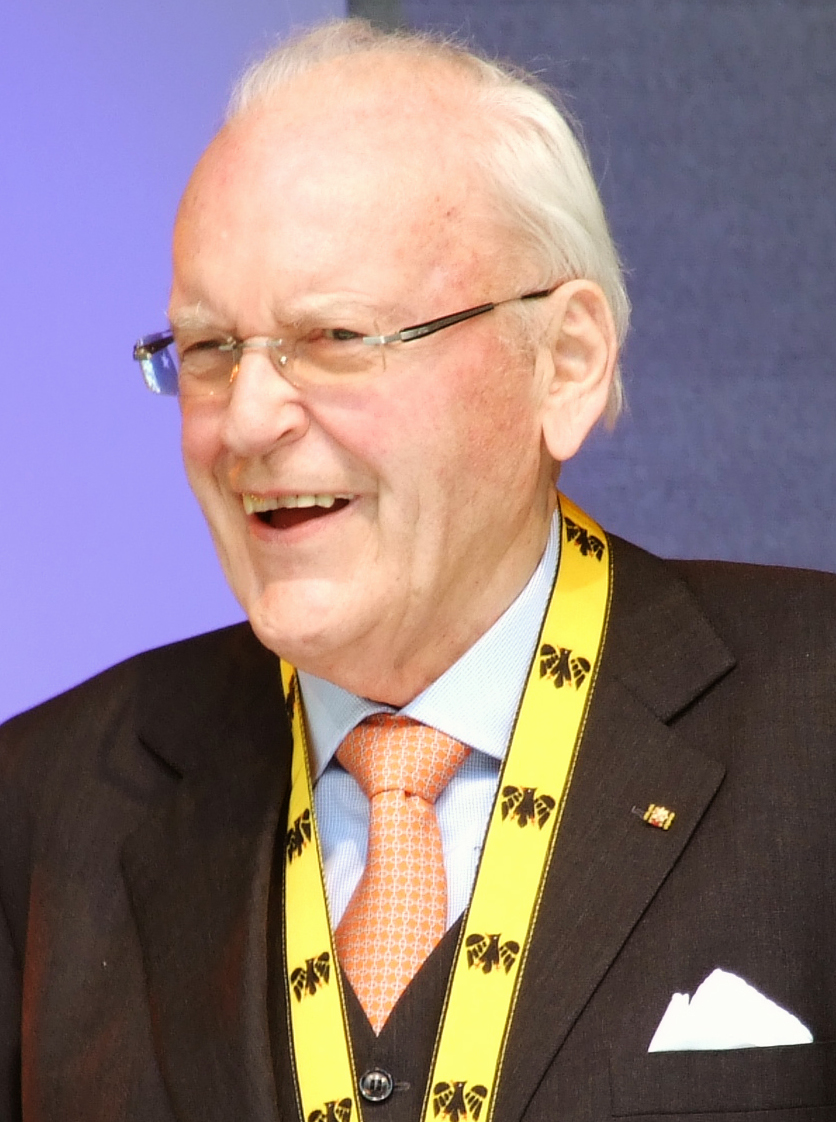
Roman Herzog († 10. ledna)

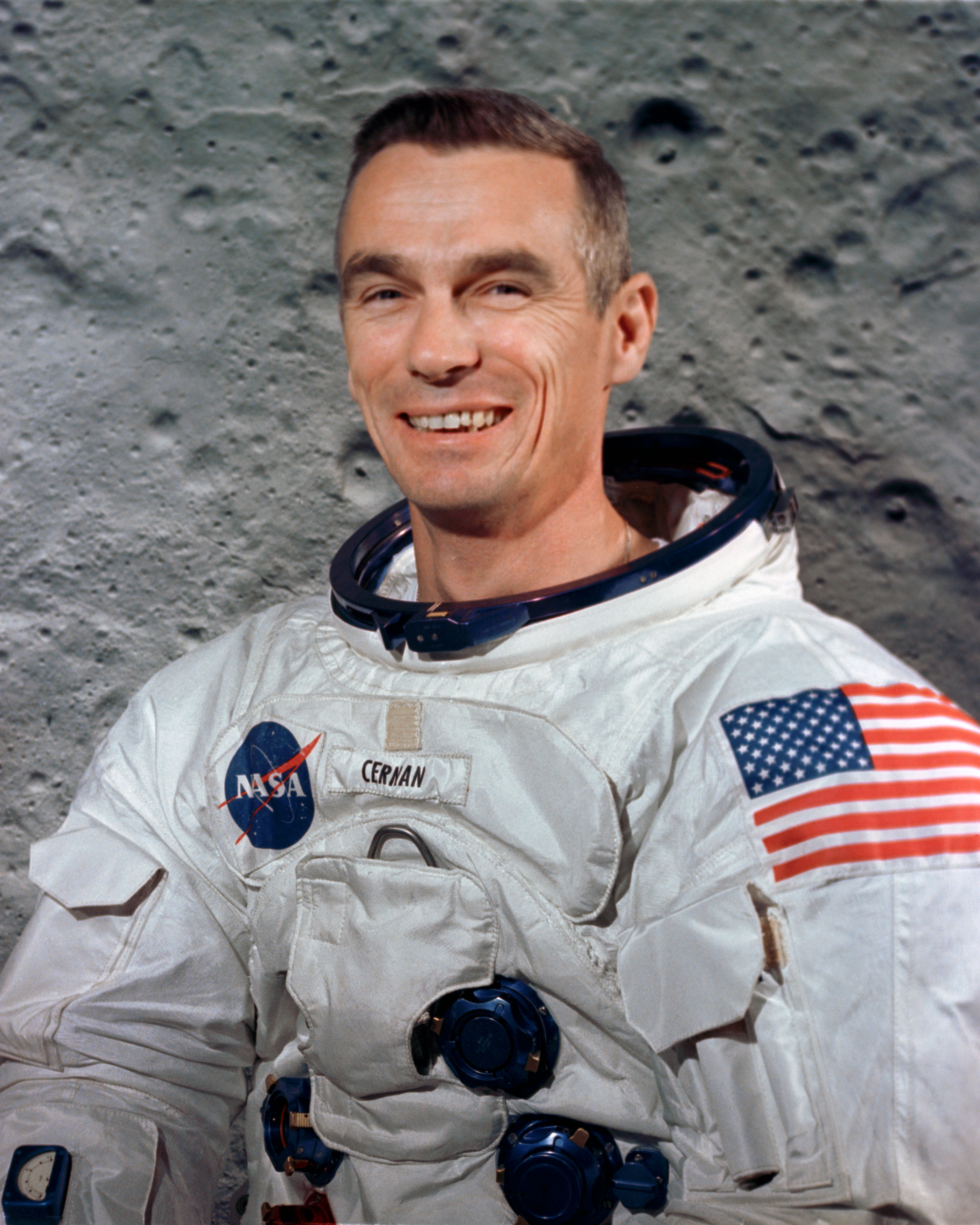
Eugene Cernan († 16. ledna)

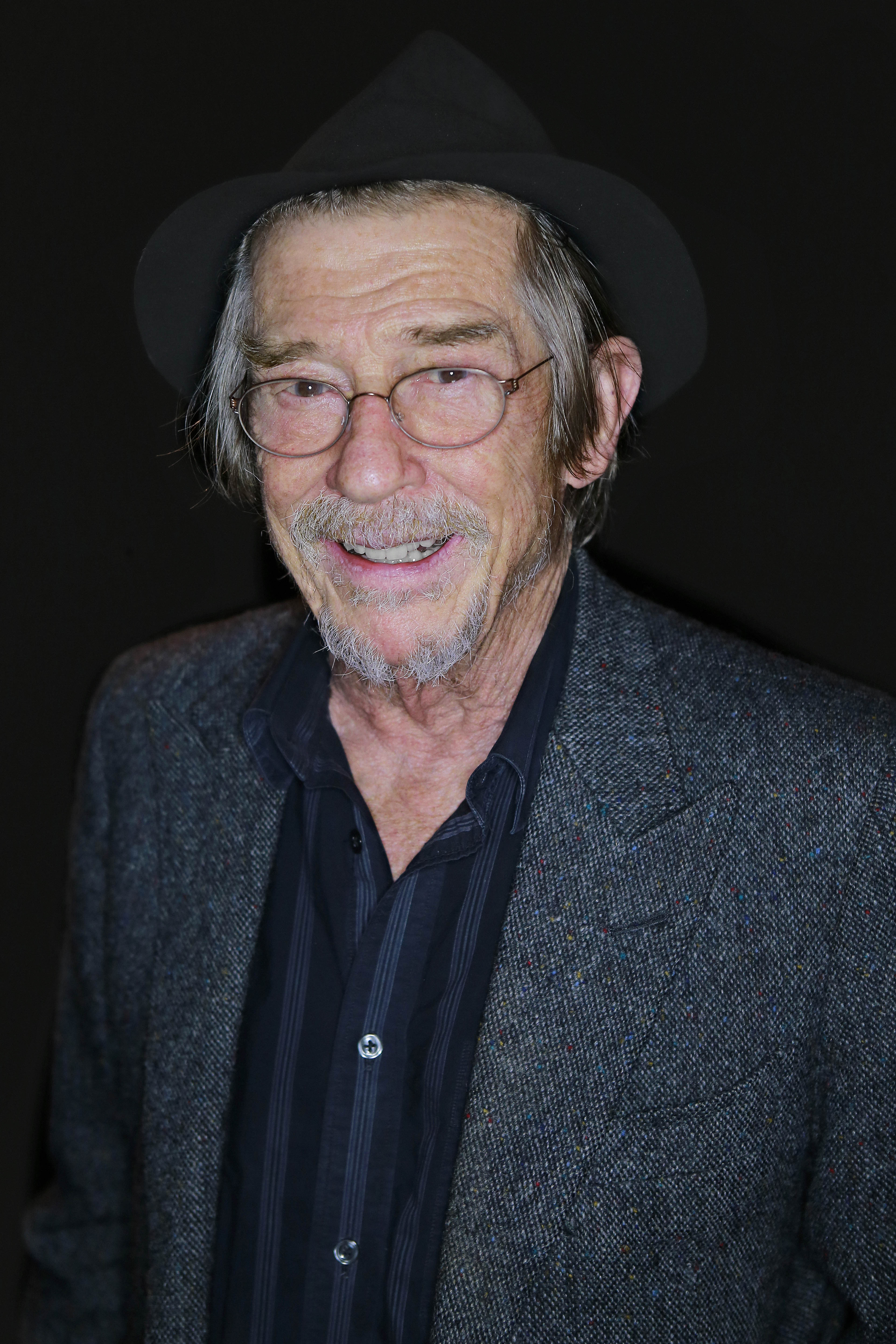
John Hurt († 27. ledna)

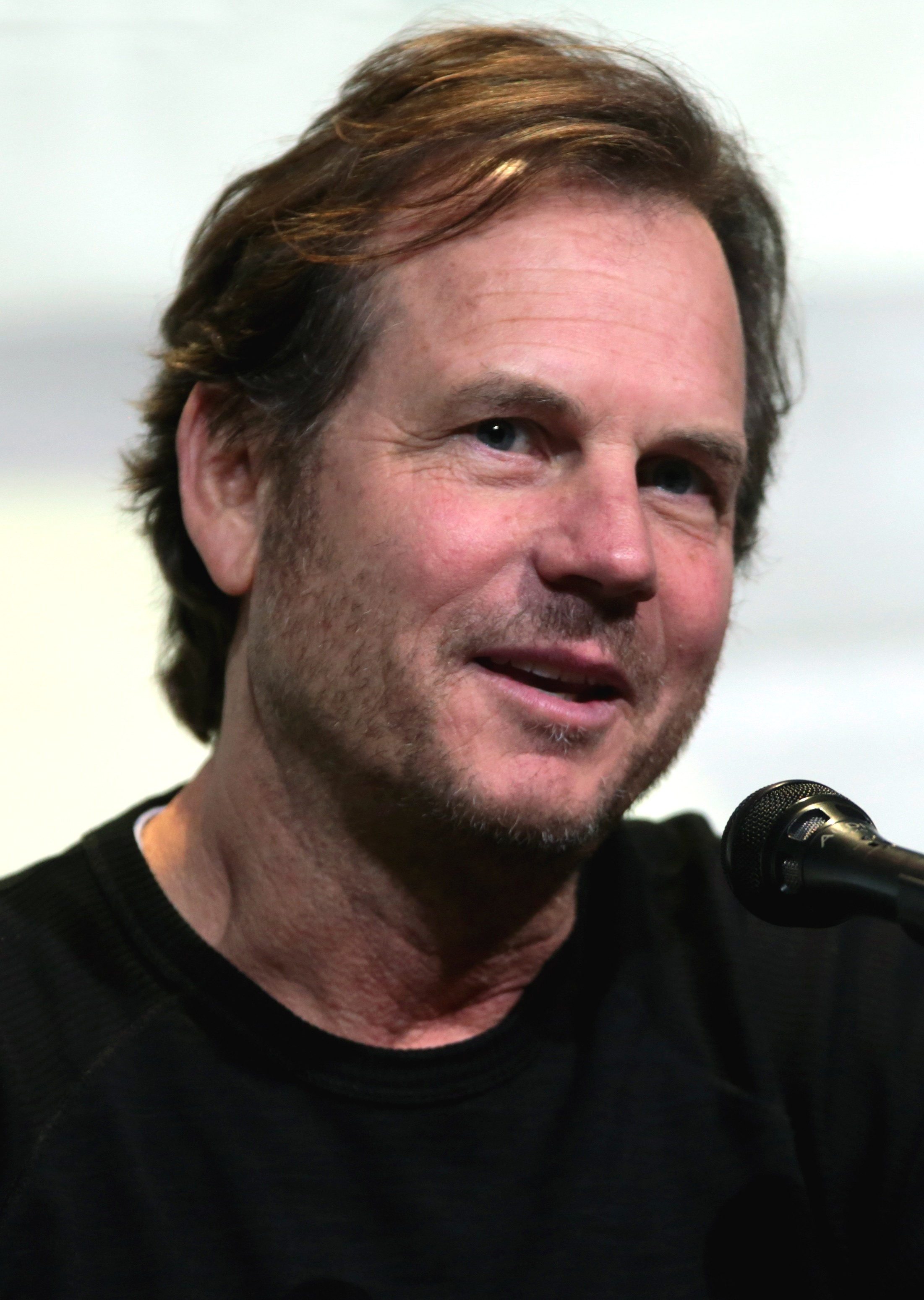
Bill Paxton († 25. února)

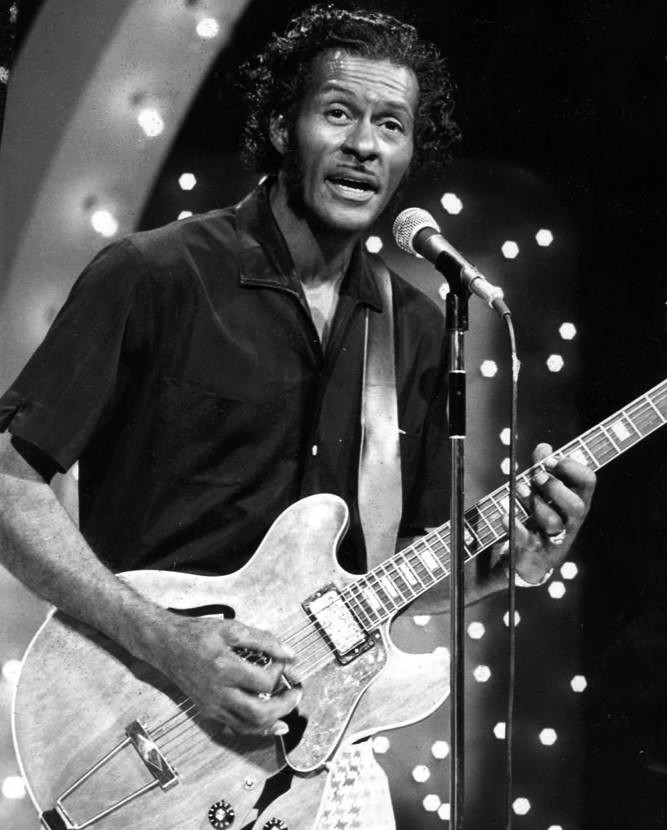
Chuck Berry († 18. března)

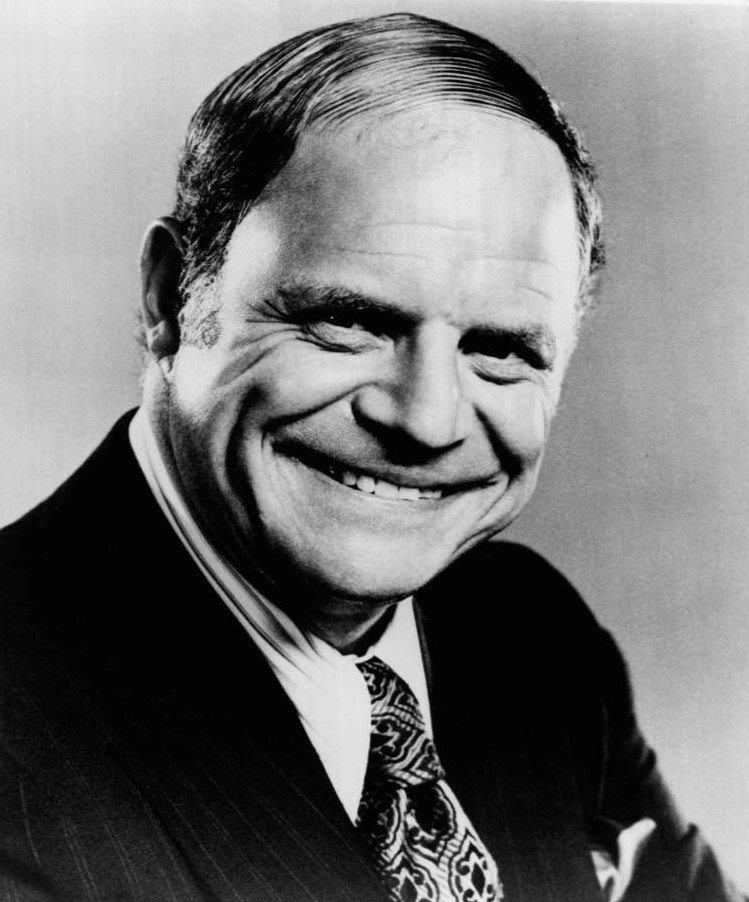
Don Rickles († 6. dubna)

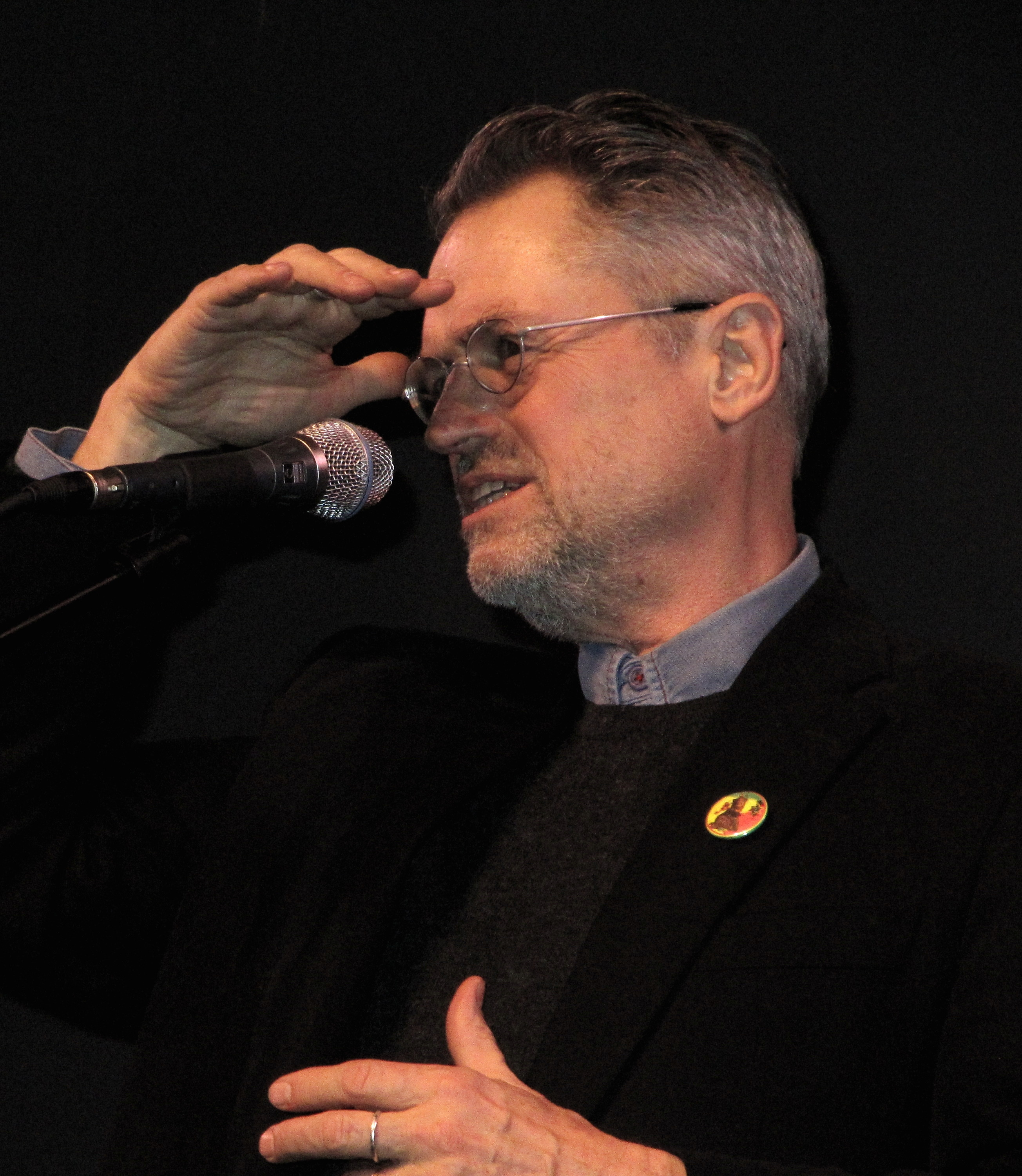
Jonathan Demme († 26. dubna)

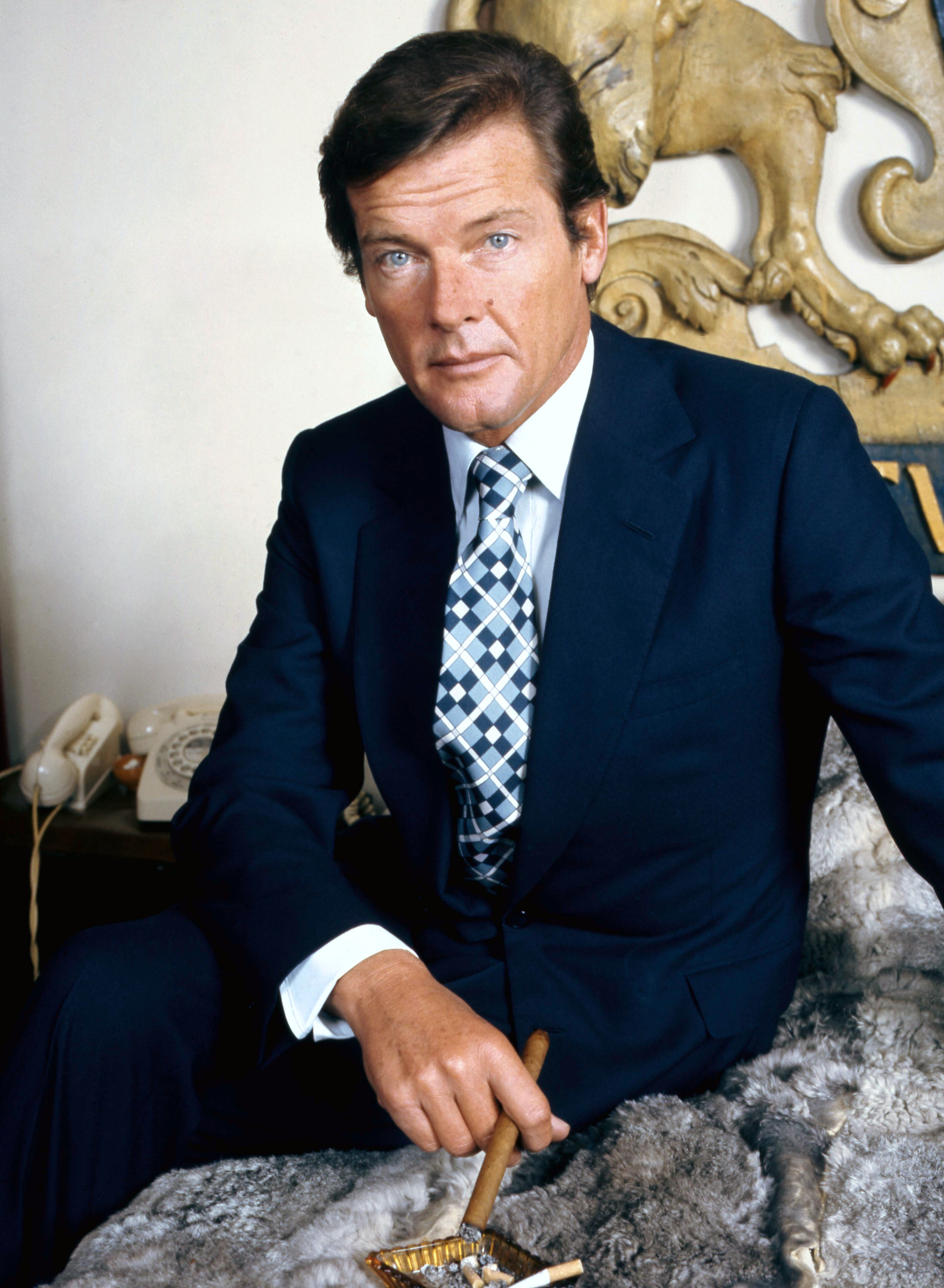
Roger Moore († 23. května)

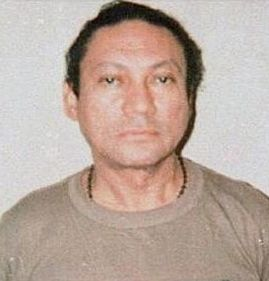
Manuel Noriega († 29. května)

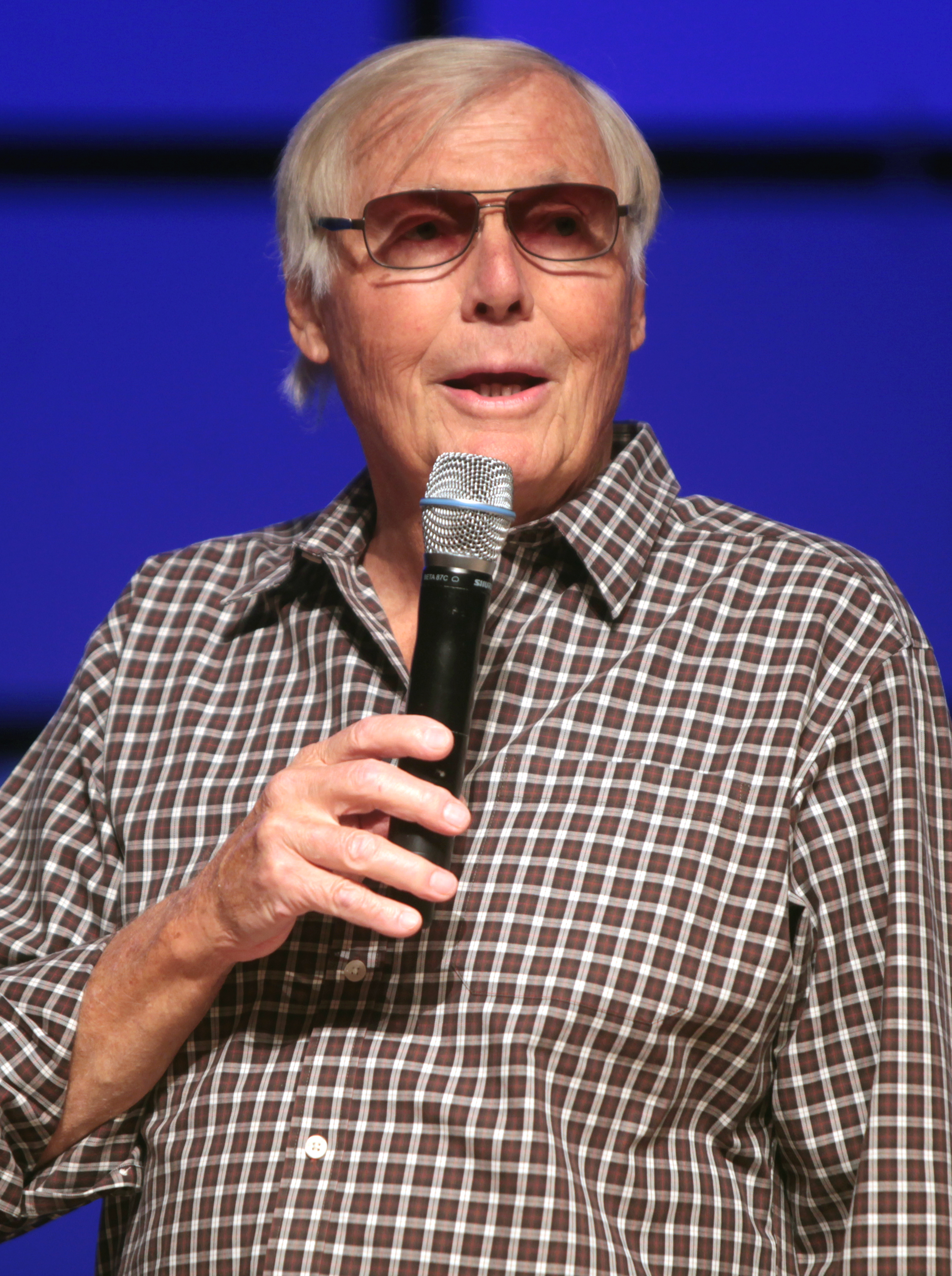
Adam West († 9. června)

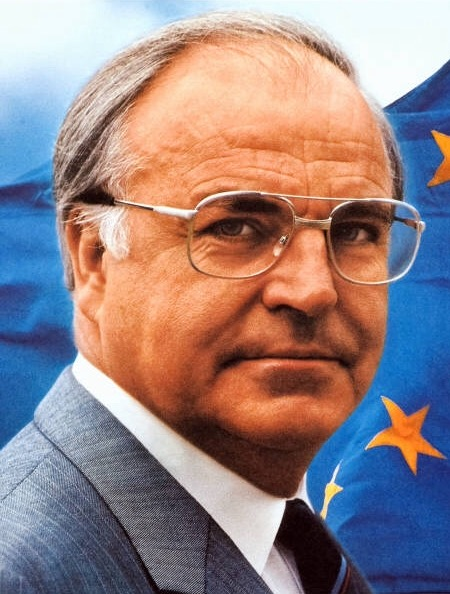
Helmut Kohl († 16. června)

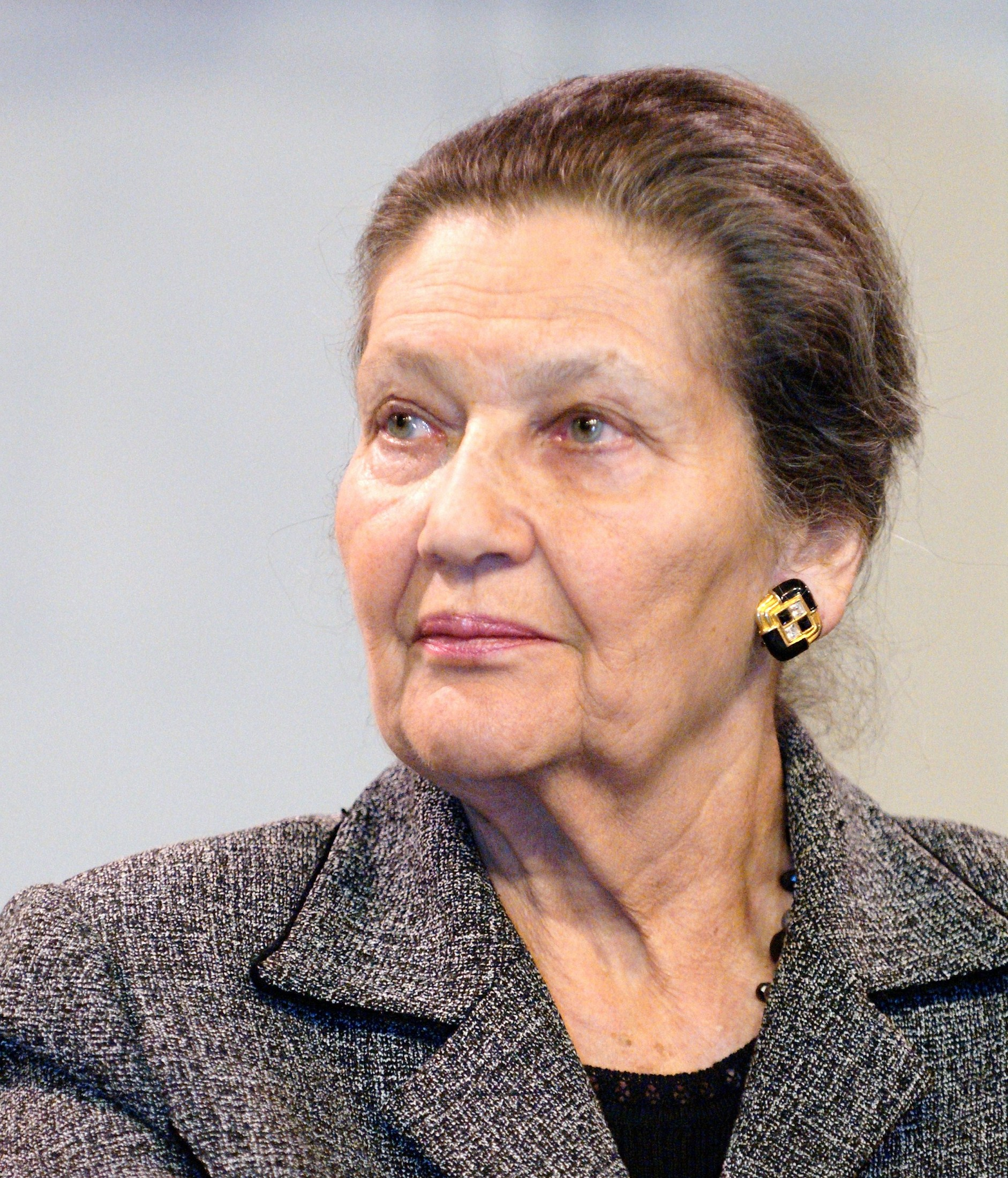
Simone Veilová († 30. června)

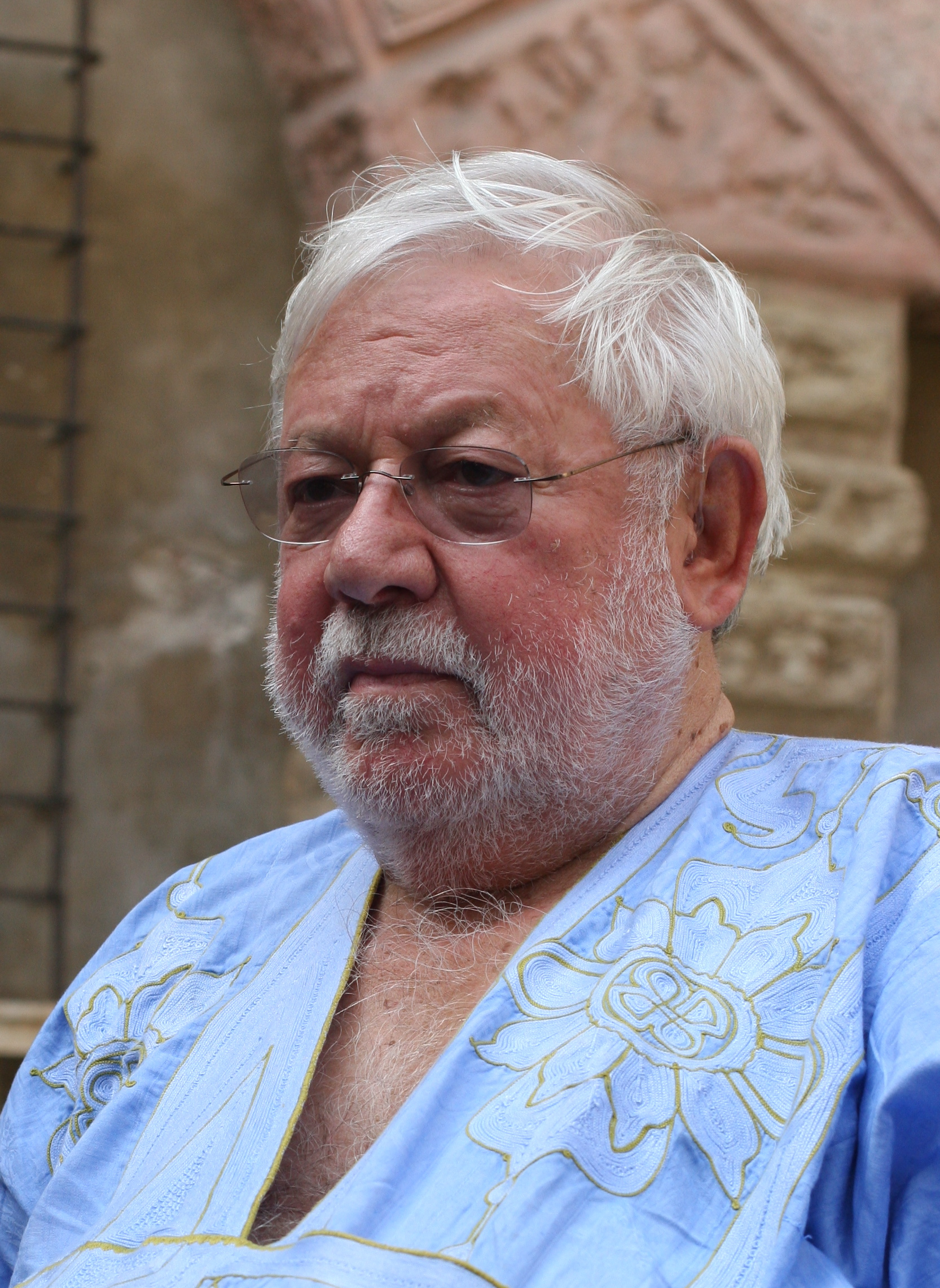
Paolo Villaggio († 3. července)

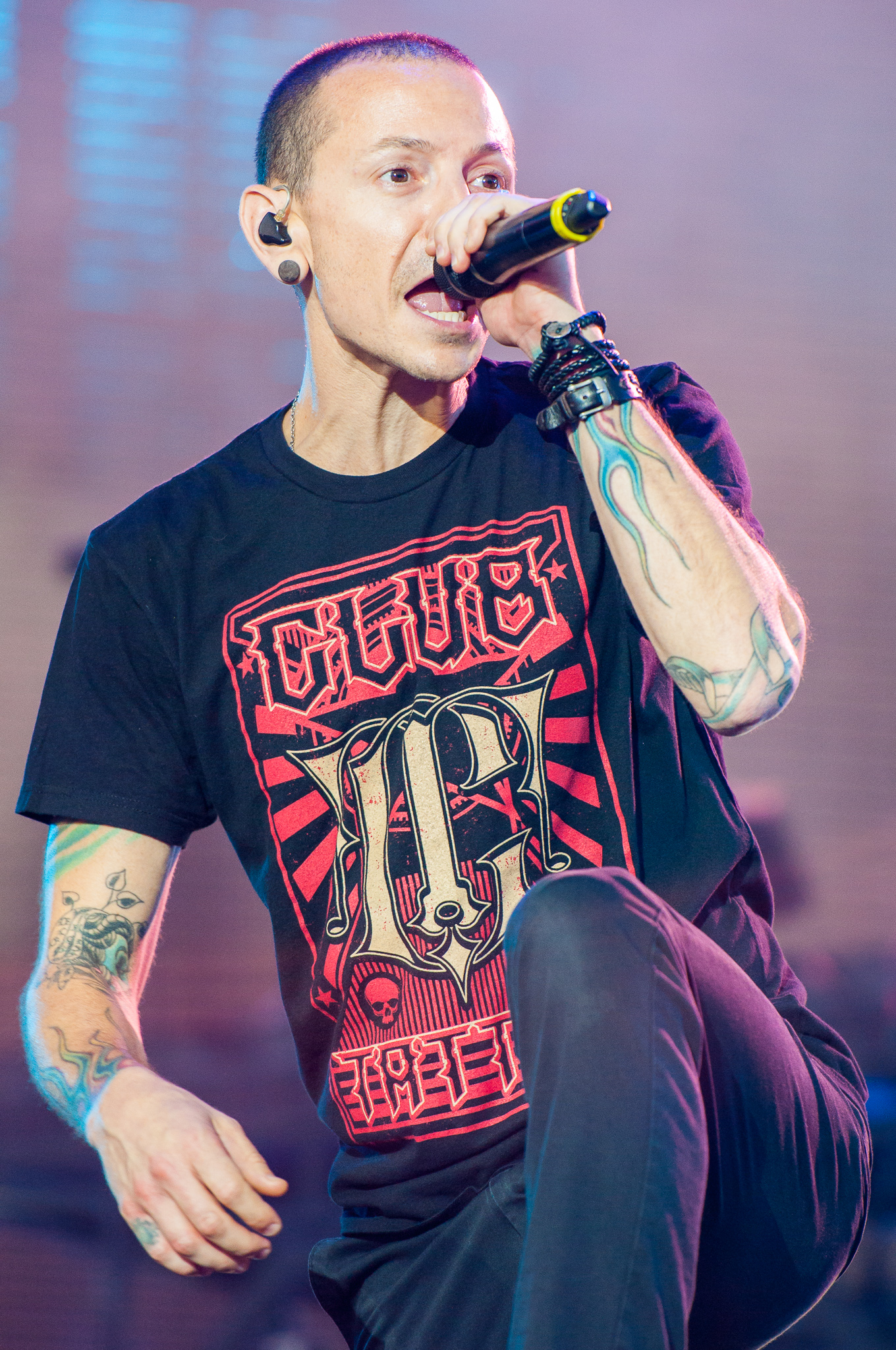
Chester Bennington († 20. července)

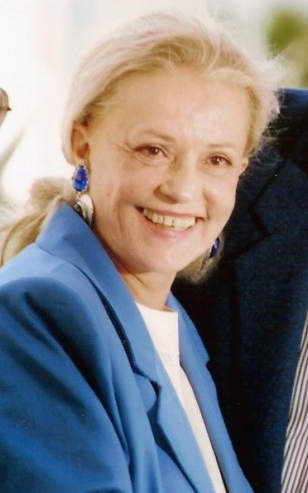
Jeanne Moreau († 31. července)

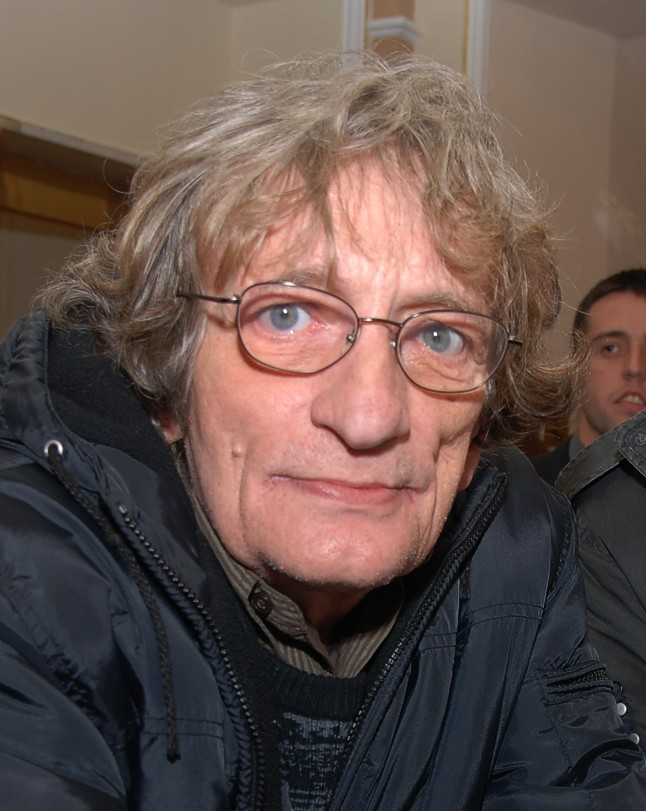
Marián Varga († 9. srpna)

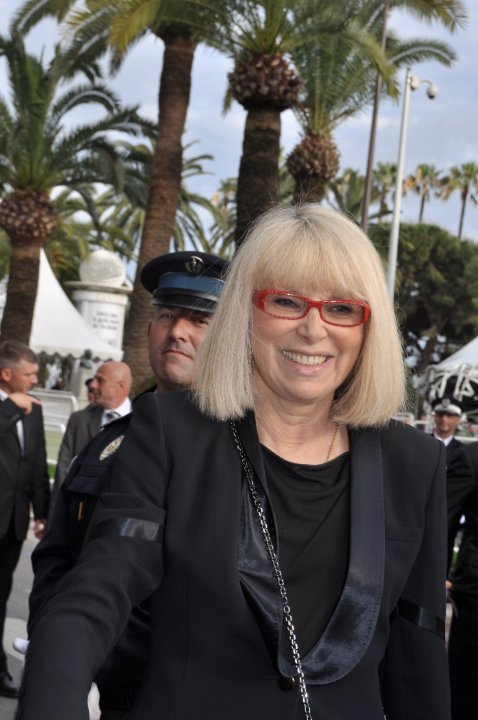
Mireille Darcová († 28. srpna)

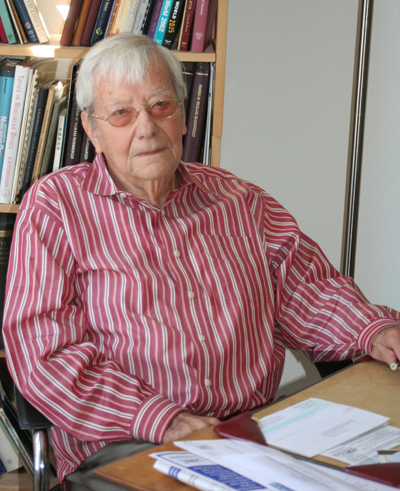
Nicolaas Bloembergen († 5. září)

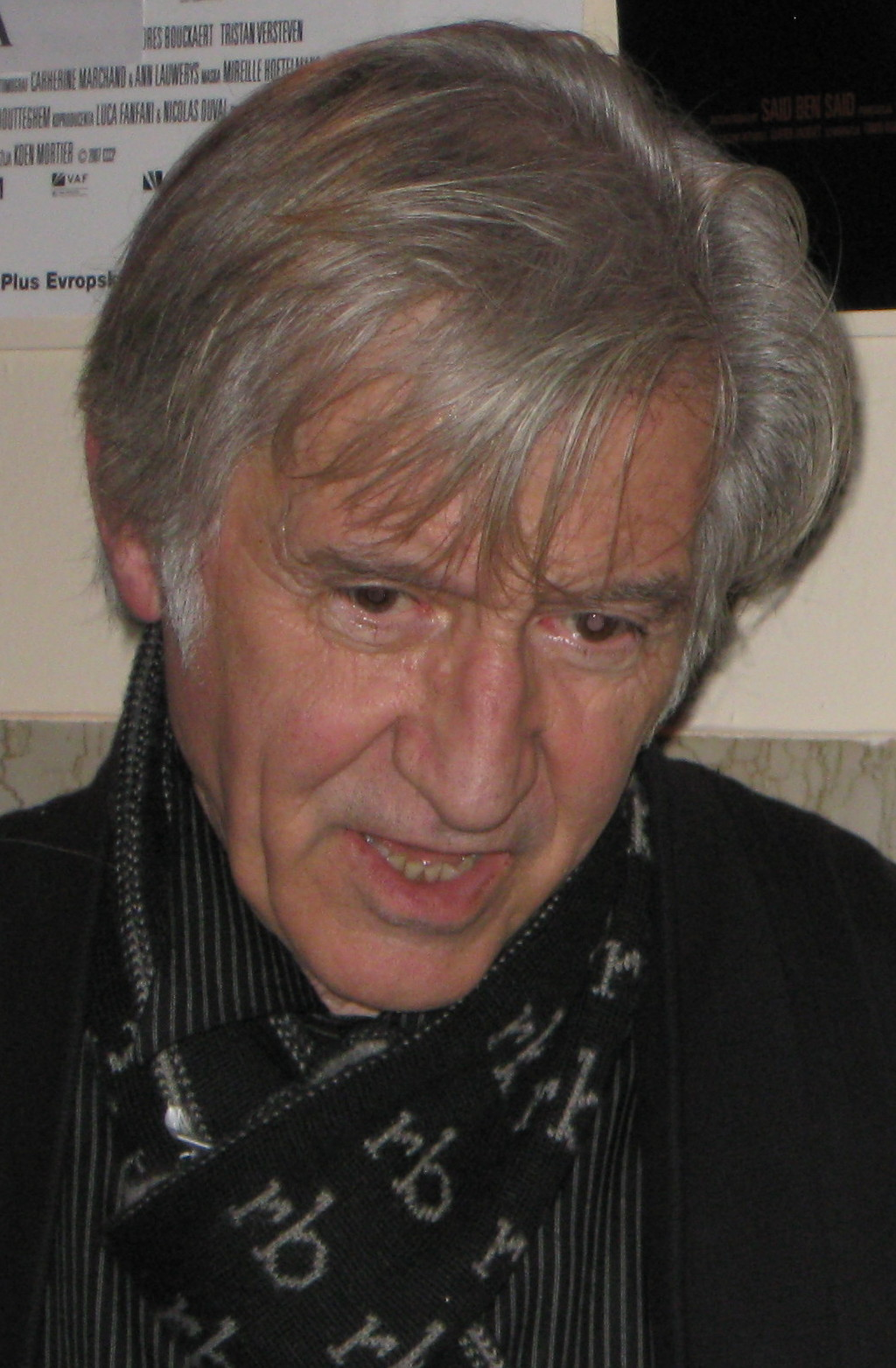
Ljubiša Samardžić († 8. září)

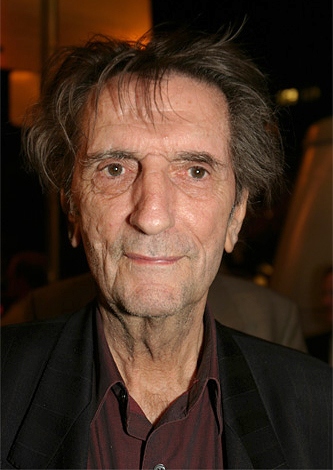
Harry Dean Stanton († 15. září)

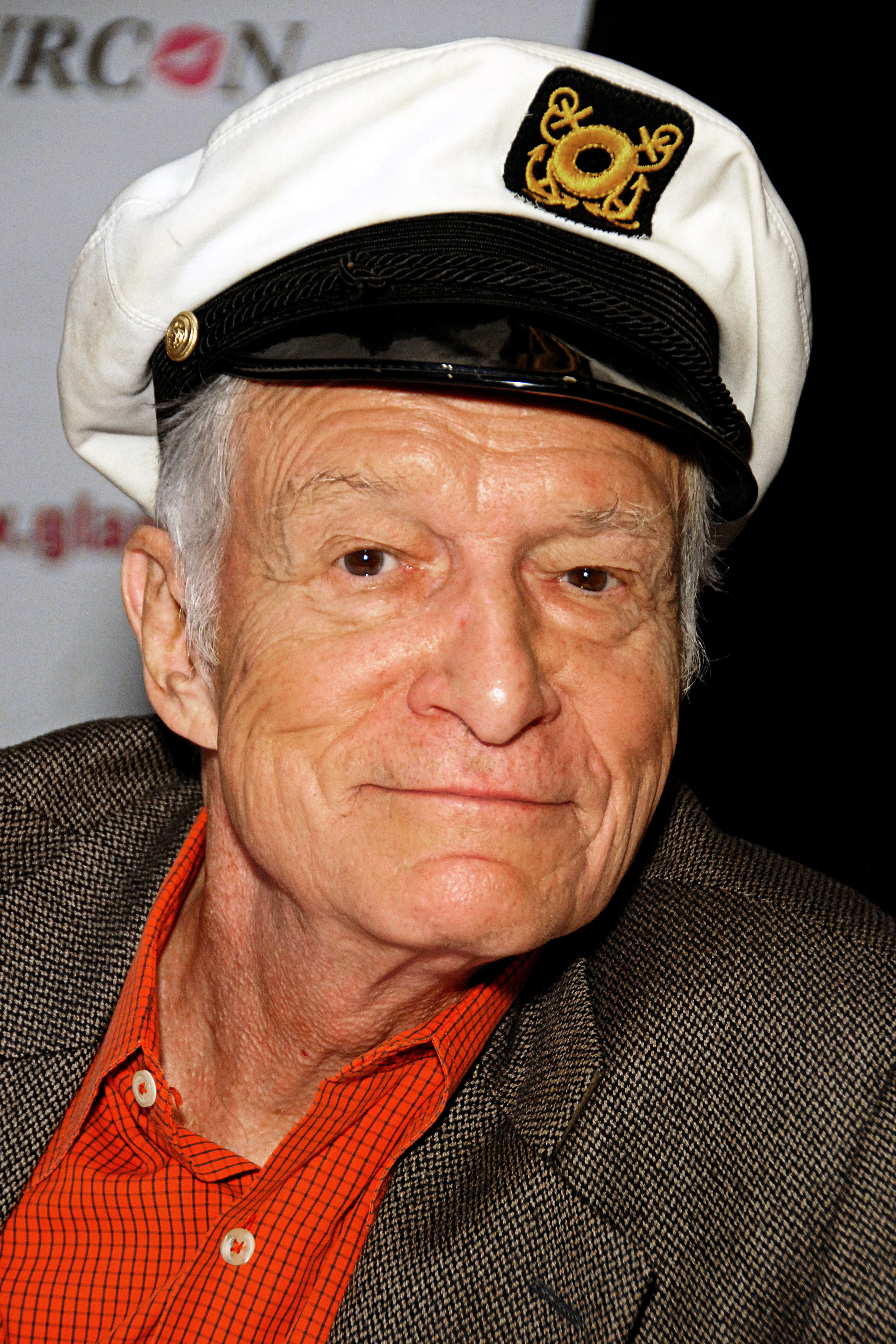
Hugh Hefner († 27. září)

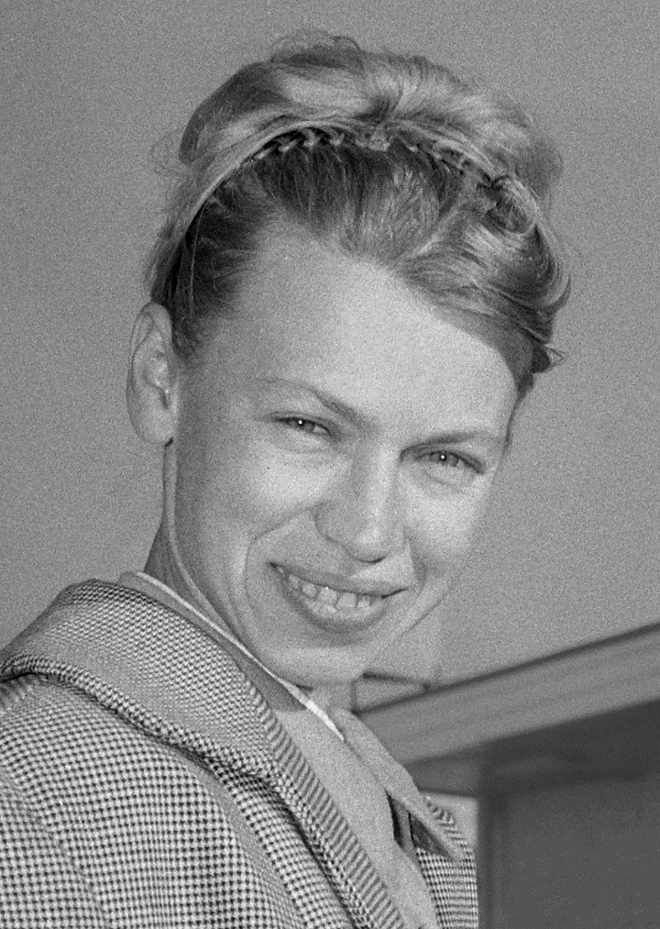
Ljudmila Bělousovová († 29. září)

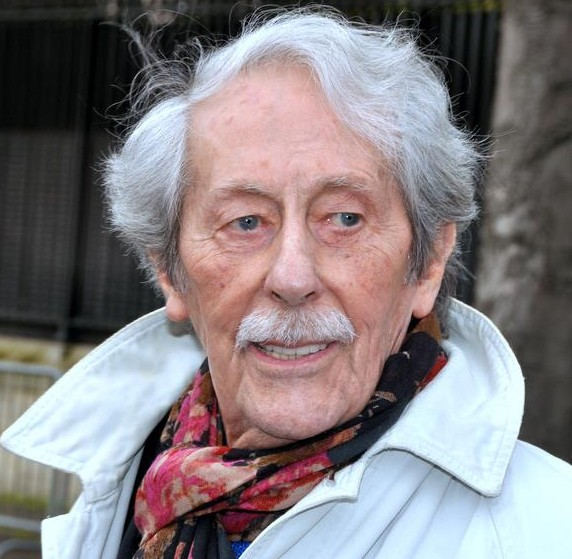
Jean Rochefort († 27. října)

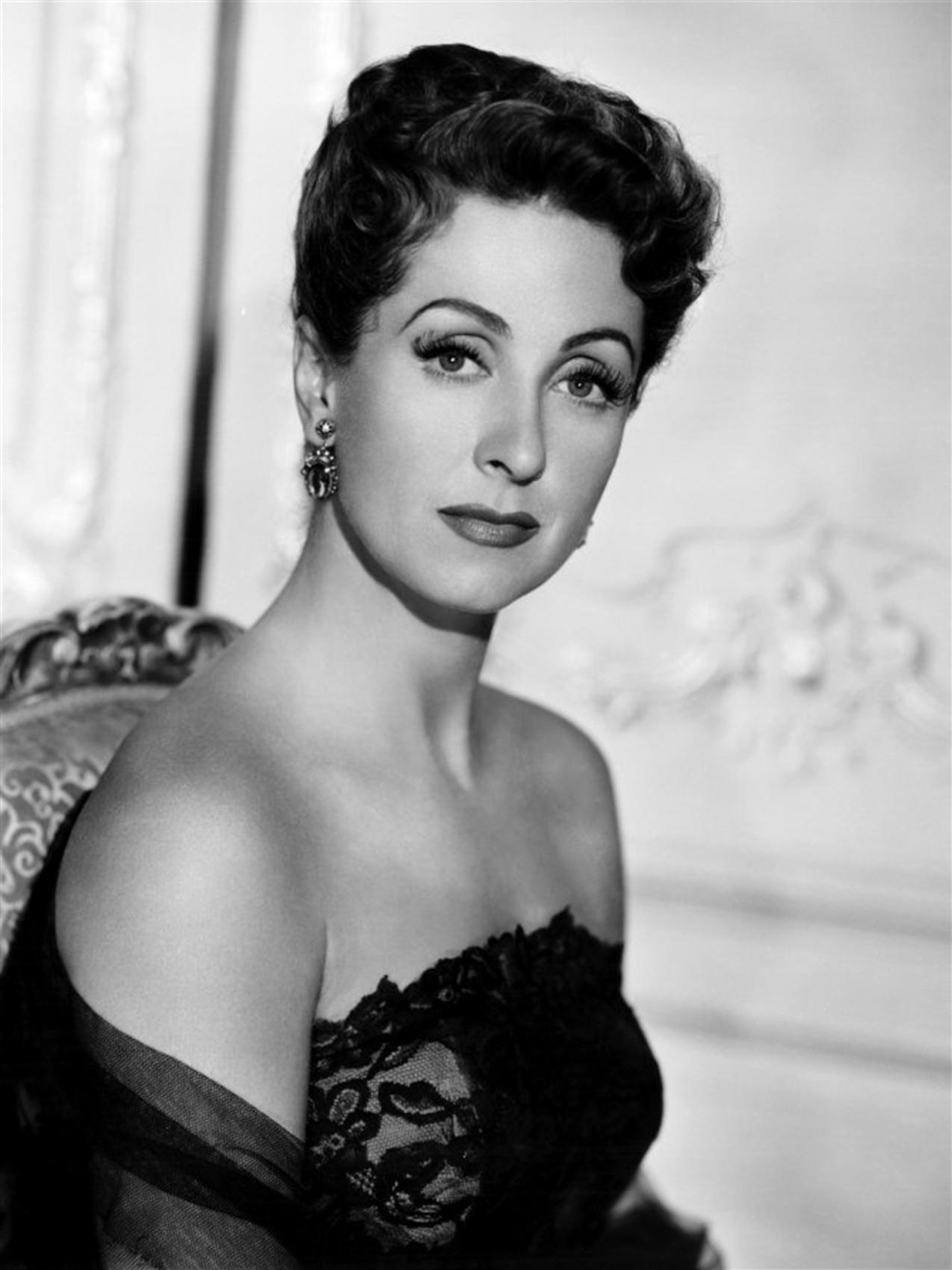
Danielle Darrieux († 27. října)

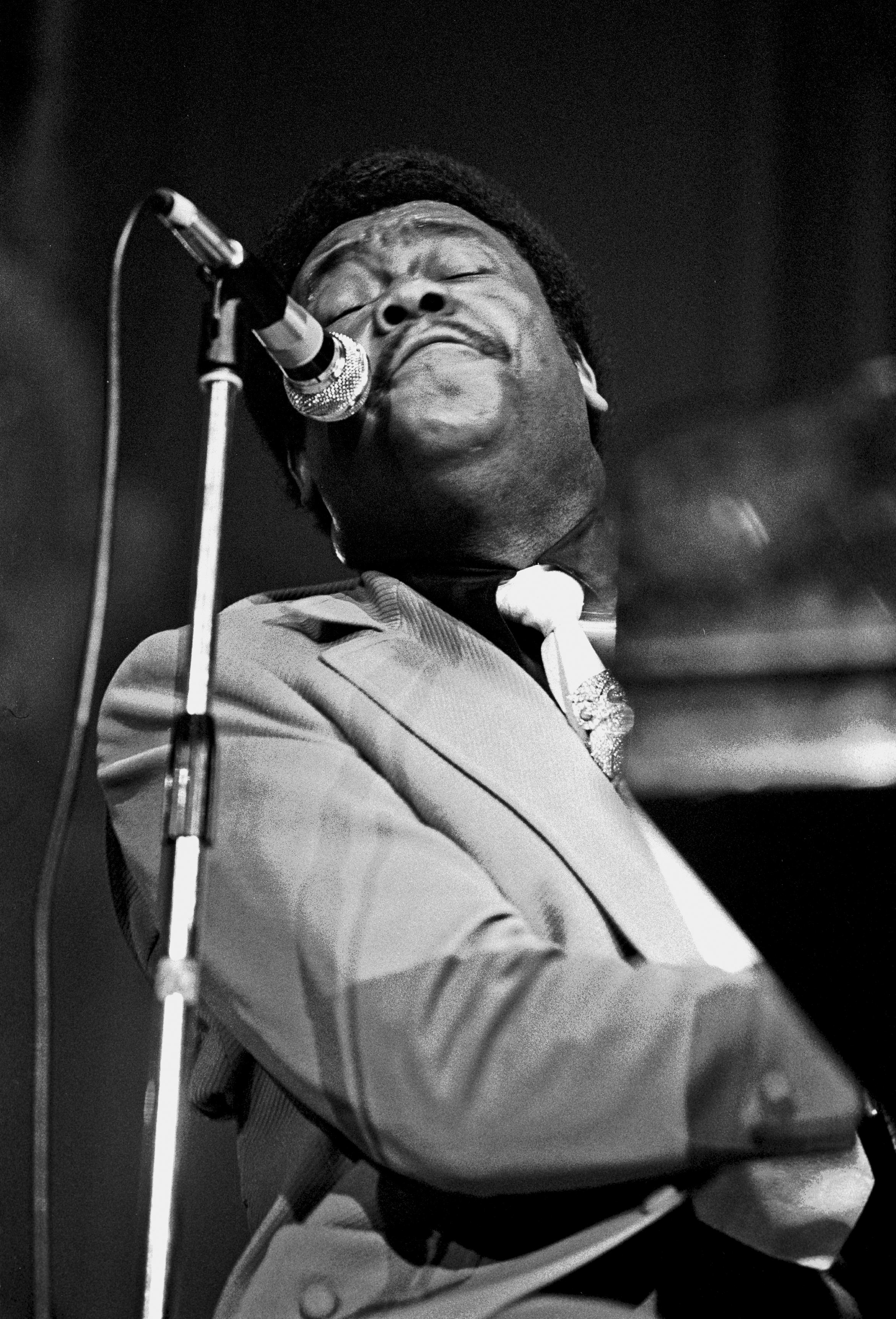
Fats Domino († 24. října)

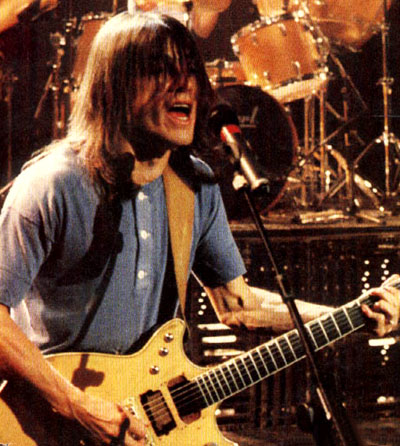
Malcolm Young († 18. listopadu)

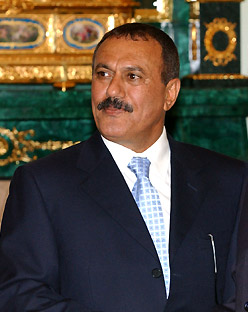
Alí Abdalláh Sálih († 4. prosince)

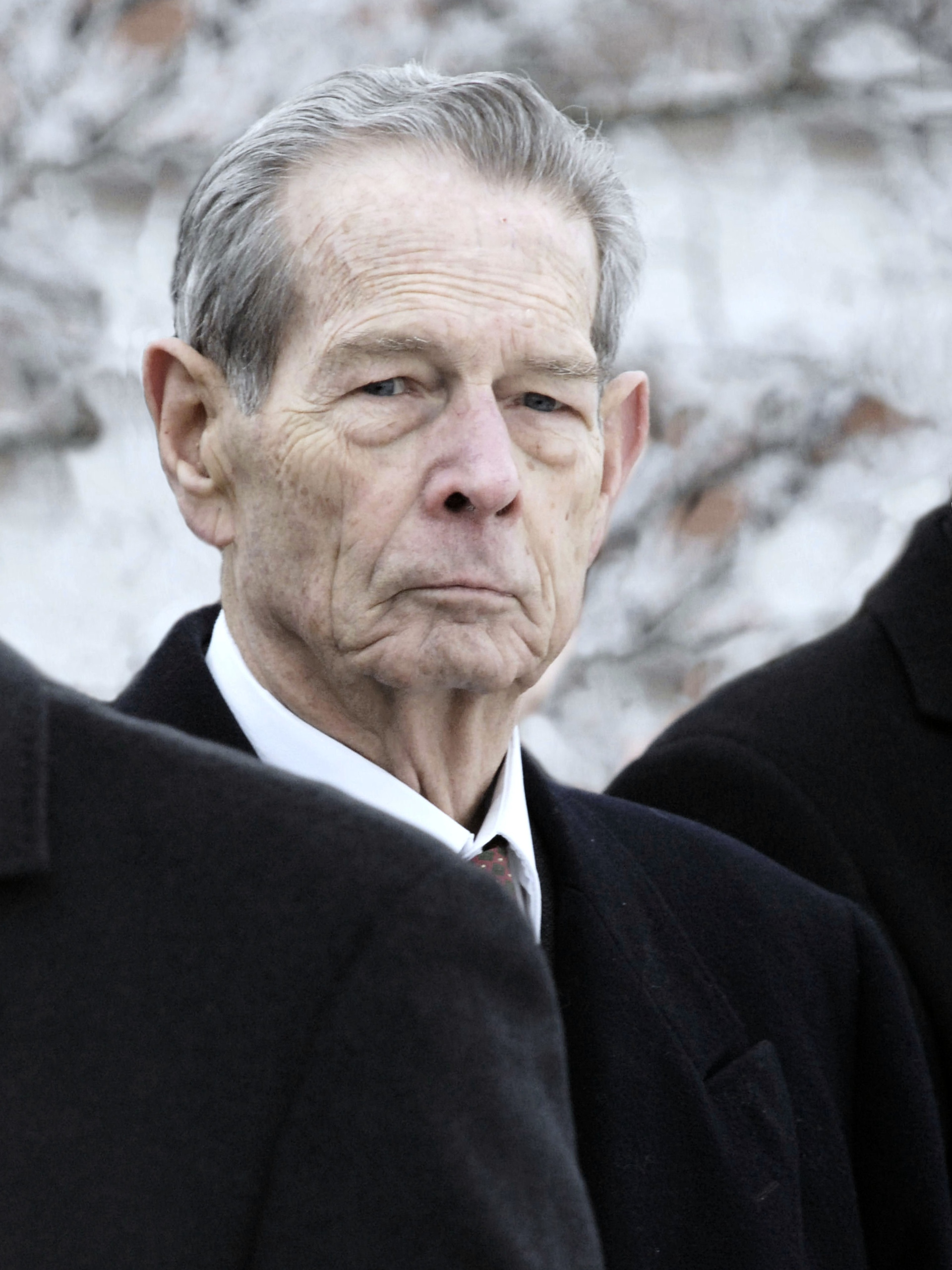
Michal I. Rumunský († 5. prosince)

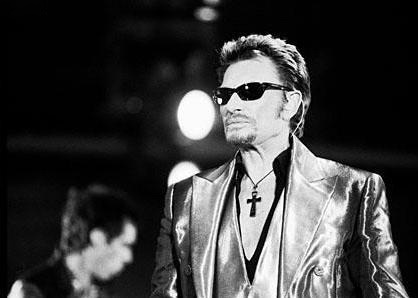
Johnny Hallyday († 6. prosince)

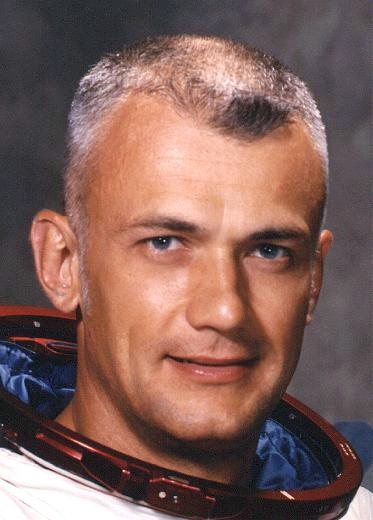
Bruce McCandless († 21. prosince)

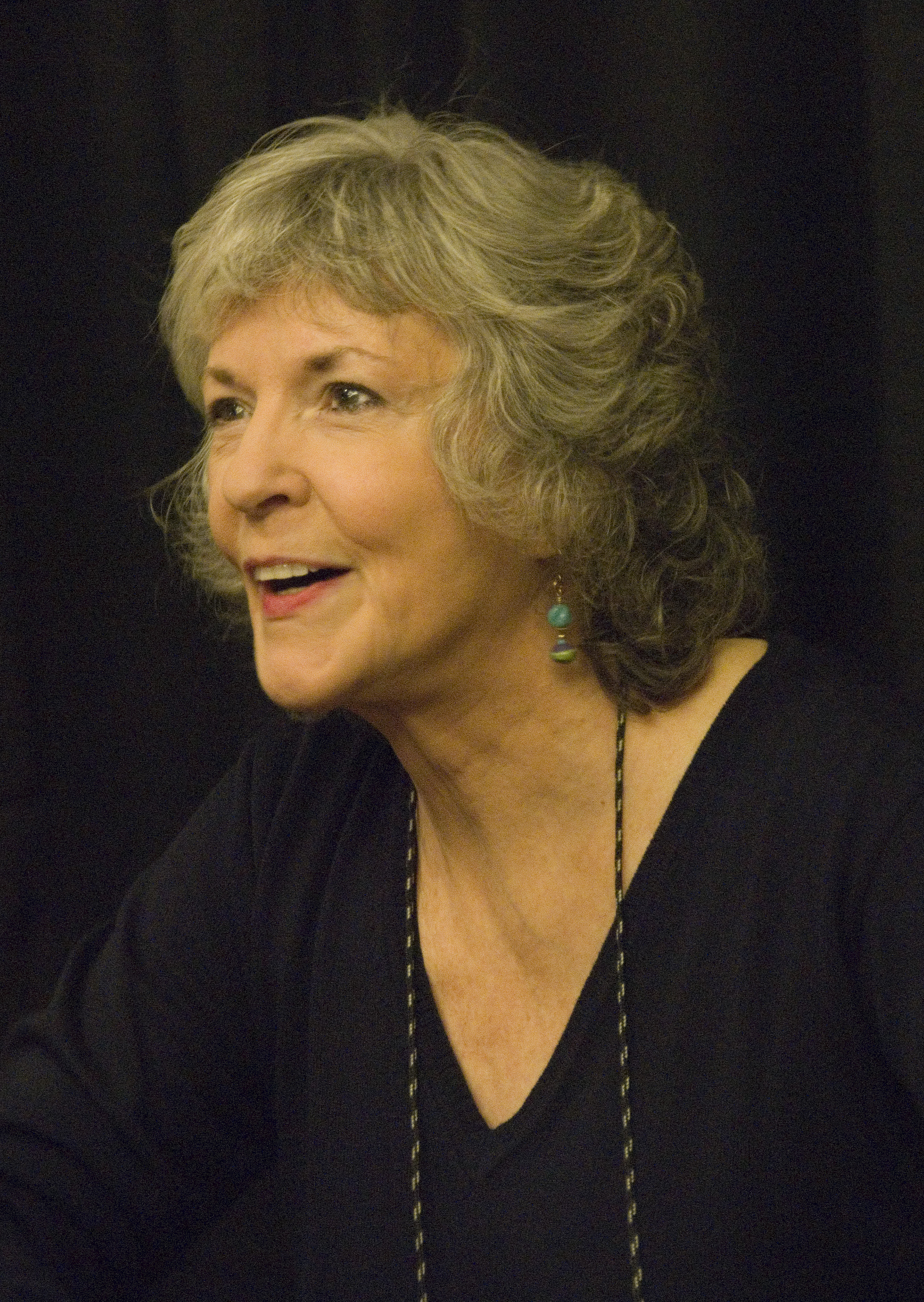
Sue Graftonová († 28. prosince)

- 1. ledna – Ja'akov Ne'eman, izraelský právník a ministr spravedlnosti (* 16. září 1939)
- 2. ledna
  - John Berger, britský spisovatel (* 5. listopadu 1926)
  - Viktor Carjov, sovětský fotbalista ruské národnosti (* 2. června 1931)
- 3. ledna – Igor Volk, ruský letec a kosmonaut (* 12. dubna 1937)
- 4. ledna
  - Georges Prêtre, francouzský dirigent (* 14. srpna 1924)
  - Milt Schmidt, kanadský hokejista (* 5. března 1918)
- 6. ledna
  - Bayezid III. Osman, 44. hlava Osmanské dynastie (* 23. června 1924)
  - José Luis García Rúa, španělský anarchista (* 31. srpna 1923)
  - Ricardo Piglia, argentinský esejista, novinář, scenárista a literární kritik (* 24. listopadu 1941)
- 7. ledna
  - Mário Soares, portugalský prezident (* 7. prosince 1924)
  - Nat Hentoff, americký spisovatel, hudební kritik a producent (* 10. června 1925)
- 8. ledna
  - Akbar Hášemí Rafsandžání, íránský prezident a spisovatel (* 25. srpna 1934)
  - Peter Sarstedt, anglický zpěvák (* 10. prosince 1941)
  - Dominique Appia, švýcarský malíř (* 29. července 1926)
- 9. ledna – Zygmunt Bauman, polsko-britský sociolog židovského původu (* 19. listopadu 1925)
- 10. ledna
  - Roman Herzog, německý prezident (* 5. dubna 1934)
  - Oliver Smithies, americký genetik a nositel Nobelovy ceny (* 23. června 1925)
  - Clare Hollingworthová, anglická spisovatelka a novinářka (* 10. října 1911)
  - Ryszard Parulski, polský sportovní šermíř (* 9. března 1938)
- 11. ledna
  - François Van der Elst, belgický fotbalista (* 1. prosince 1954)
  - José Vicente Asuar, chilský hudební skladatel (* 20. července 1933)
- 12. ledna – Giulio Angioni, italský spisovatel a antropolog (* 28. října 1939)
- 13. ledna
  - Gilberto Agustoni, švýcarský kardinál (* 26. července 1922)
  - Alexis Mardas, řecký vynálezce (* 5. května 1942)
- 14. ledna – Čou Jou-kuang, čínský ekonom a jazykovědec (* 13. ledna 1906)
- 16. ledna – Eugene Cernan, americký astronaut (* 14. března 1934)
- 17. ledna – Gejza Šlapka, slovenský a československý politik Komunistické strany Slovenska (* 10. ledna 1928)
- 18. ledna – Peter Abrahams, jihoafrický spisovatel (* 19. března 1919)
- 19. ledna
  - Loalwa Braz, brazilská zpěvačka (* 3. června 1953)
  - Miguel Ferrer, americký herec (* 7. února 1955)
- 21. ledna
  - Cristina-Adela Foișorová, rumunská šachistka (* 7. června 1967)
  - Francesco Saverio Salerno, italský biskup a emeritní sekretář Nejvyššího tribunálu apoštolské signatury (* 27. srpna 1928)
- 22. ledna – Lisbeth Korsmová, norská rychlobruslařka (* 14. ledna 1948)
- 23. ledna – Gorden Kaye, britský herec (* 7. dubna 1941)
- 24. ledna – Butch Trucks, americký bubeník (* 11. května 1947)
- 26. ledna
  - Michael Tönnies, německý fotbalista (* 19. prosince 1959)
  - Anne-Marie Colchenová, francouzská atletka, mistryně Evropy ve skoku do výšky (* 8. prosince 1925)
- 27. ledna
  - John Hurt, britský herec (* 22. ledna 1940)
  - Emmanuelle Riva, francouzská herečka (* 24. února 1927)
  - Brunhilde Pomselová, sekretářka Josepha Goebbelse a německá hlasatelka (* 11. ledna 1911)
- 28. ledna
  - Lennart Nilsson, švédský fotograf a vědec (* 24. srpna 1922)
  - Geoff Nicholls, britský hudebník (* 28. února 1948)
- 29. ledna – Willy Fossli, norský fotbalový záložník (* 8. července 1931)
- 31. ledna – John Wetton, anglický zpěvák, baskytarista a kytarista (* 12. června 1949)
- 2. února – Šuničiró Okano, japonský fotbalista a trenér (* 28. srpna 1931)
- 3. února – Dritëro Agolli, albánský spisovatel a novinář (* 13. října 1931)
- 5. února – David Axelrod, americký zpěvák, hudební producent, skladatel, aranžér (* 17. dubna 1933)
- 6. února
  - Inge Kellerová, německá divadelní herečka (* 15. prosince 1923)
  - Joost van der Westhuizen, jihoafrický ragbista (* 20. února 1971)
- 7. února
  - Tzvetan Todorov, francouzsko-bulharský filozof, esejista a literární teoretik (* 1. března 1939)
  - Hans Rosling, švédský lékař, vědec a statistik (* 27. června 1948)
- 8. února
  - Peter Mansfield, anglický fyzik, nositel Nobelovy ceny (* 9. října 1933)
  - Tom Raworth, anglický básník a vydavatel s irskými předky (* 19. července 1938)
- 10. února
  - Piet Keizer, nizozemský fotbalista (* 14. června 1943)
  - Hal Moore, generálporučík Armády USA a spisovatel (* 13. února 1922)
  - Jurij Pojarkov, sovětský volejbalista (* 10. února 1937)
- 11. února – Jozef Zlatňanský, slovenský římskokatolický emeritní biskup (* 13. března 1927)
- 12. února – Al Jarreau, americký jazzový zpěvák (* 12. března 1940)
- 13. února – Kim Čong-nam, nejstarší syn severokorejského diktátora Kim Čong-ila (* 10. května 1971)
- 15. února – Ján Podolák, slovenský etnolog a pedagog (* 17. května 1926)
- 17. února
  - Michael Novak, americký katolický filozof, novinář, spisovatel a diplomat (* 9. září 1933)
  - Tom Regan, americký filozof (* 28. listopadu 1938)
  - Tomislav Ivančić, chorvatský kněz, spisovatel, pedagog, zakladatel hagioterapie (* 30. listopadu 1938)
- 18. února
  - Norma McCorveyová, žalobkyně v přelomovém americkém soudním případu Roe vs. Wade v roce 1973 (* 22. září 1947)
  - Erland Kops, dánský badmintonista (* 14. ledna 1937)
- 19. února
  - Naděžda Olizarenková, sovětská atletka, běžkyně (* 28. listopadu 1953)
  - Igor Rostislavovič Šafarevič, ruský matematik (* 3. června 1923)
  - Larry Coryell, americký jazzový kytarista (* 2. dubna 1943)
- 20. února
  - Vitalij Ivanovič Čurkin, sovětský a ruský diplomat (* 21. února 1952)
  - Jaroslava Blažková, slovenská spisovatelka (* 15. listopadu 1933)
- 21. února
  - Kenneth Arrow, americký ekonom (* 23. srpna 1921)
  - Desmond Connell, irský kardinál (* 24. března 1926)
- 22. února – Emil Lupták, slovenský fotbalista (* 28. ledna 1951)
- 23. února – Horace Parlan, americký jazzový klavírista (* 19. ledna 1931)
- 25. února – Bill Paxton, americký herec (* 17. května 1955)
- 26. února – Eugene Garfield, americký vědec a zakladatel bibliometrie a scientometrie (* 16. září 1925)
- 28. února – Vladimir Petrov, ruský hokejista (* 30. června 1947)
- 1. března – Jasujuki Kuwahara, japonský fotbalista (* 22. prosince 1942)
- 2. března – Tommy Gemmell, skotský fotbalista (* 16. října 1943)
- 3. března
  - Raymond Kopa, francouzský fotbalista (* 13. října 1931)
  - Misha Mengelberg, nizozemský jazzový klavírista (* 5. června 1935)
- 4. března – Irena Homola-Skąpska, polská historička (* 12. ledna 1929)
- 5. března – Kurt Moll, německý operní zpěvák (* 11. dubna 1938)
- 6. března – Alberto Zedda, italský klasický hudebník a dirigent (* 2. ledna 1928)
- 7. března
  - Hans Georg Dehmelt, americký fyzik německého původu, nositel Nobelovy ceny (* 9. září 1925)
  - Ronald Drever, skotský experimentální fyzik (* 26. října 1931)
  - Jukinori Mijabe, japonský rychlobruslař (* 18. července 1968)
- 8. března – George A. Olah, americký chemik maďarského původu a nositel Nobelovy ceny (* 22. května 1927)
- 10. března
  - John Surtees, britský motocyklový a automobilový závodník (* 11. února 1934)
  - Anton Muržic, slovenský generál ČSLA, velitel Vojenské vysoké technické školy v Liptovském Mikuláši, bývalý politik Komunistické strany Slovenska a poslanec (* 3. června 1926)
  - Aníbal Ruiz, uruguayský fotbalista a trenér (* 30. prosince 1942)
- 12. března
  - Luigi Barbarito, italský římskokatolický kněz, arcibiskup a emeritní apoštolský nuncius (* 19. dubna 1922)
  - Petra Kandarrová, východoněmecká atletka, sprinterka (* 20. srpna 1950)
- 13. března
  - Eamon Casey, irský emeritní římskokatolický biskup (* 24. dubna 1927)
  - Richard, 6. kníže ze Sayn-Wittgenstein-Berleburg, německý podnikatel, hlava rodu Sayn-Wittgenstein-Berleburg a manžel dánské princezny Benedikty (* 29. října 1934)
  - Hiroto Muraoka, japonský fotbalista (* 19. září 1931)
- 14. března – Royal Robbins, americký horolezec (* 3. února 1935)
- 16. března – Torgny Lindgren, švédský spisovatel (* 16. června 1938)
- 17. března
  - Derek Walcott, rodák z ostrovního státu Svatá Lucie, spisovatel, dramatik, básník a nositel Nobelovy ceny (* 23. ledna 1930)
  - Laurynas Stankevičius, litevský premiér (* 19. srpna 1935)
- 18. března
  - Chuck Berry, americký kytarista, zpěvák a skladatel (* 18. října 1926)
  - Don Hunstein, americký fotograf (* 19. listopadu 1928)
- 20. března
  - David Rockefeller, americký podnikatel (* 12. června 1915)
  - Tony Terran, americký trumpetista (* 30. května 1926)
- 23. března
  - Lola Albright, americká herečka a zpěvačka (* 20. července 1925)
  - William Henry Keeler, americký římskokatolický kněz, bývalý arcibiskup Baltimore, kardinál (* 4. března 1931)
  - Denis Voroněnkov, ruský komunistický poslanec (* 10. dubna 1971)
- 24. března
  - Hubert Hammerer, rakouský sportovní střelec (* 10. září 1925)
  - Avraham Šarir, izraelský ministr (* 23. prosince 1932)
- 25. března
  - František Gaulieder, slovenský politik (* 18. ledna 1951)
  - Teodor Ojzerman, sovětský a ruský historik filosofie židovského původu, doktor filosofických věd, vysokoškolský profesor (* 14. května 1914)
- 26. března – Jozef Hrebík, generál ČSLA, slovenský a československý, politik Komunistické strany Slovenska a poslanec (* 20. října 1928)
- 27. března – David Storey, britský prozaik, dramatik, scenárista a přední představitel tzv. dělnického románu (* 13. července 1933)
- 28. března – Enn Vetemaa, estonský spisovatel (* 20. června 1936)
- 29. března – Alexej Alexejevič Abrikosov, ruský fyzik a nositel Nobelovy ceny (* 25. června 1928)
- 31. března
  - Gilbert Baker, americký umělec a lidskoprávní aktivista, tvůrce duhové vlajky jako symbolu LGBT hnutí (* 2. června 1951)
  - James Rosenquist, americký malíř (* 29. listopadu 1933)
  - Halit Akçatepe, turecký herec (* 1. ledna 1938)
- 1. dubna
  - Jevgenij Alexandrovič Jevtušenko, ruský básník, scenárista a režisér ukrajinského původu (* 18. července 1932)
  - Lonnie Brooks, americký bluesový zpěvák a kytarista (* 18. prosince 1933)
  - Burton Watson, překladatel z japonské a čínské literatury do anglického jazyka (* 13. června 1925)
- 4. dubna
  - Giovanni Sartori, italský politolog, filosof a teoretik demokracie (* 13. května 1924)
  - Frank Schepke, německý veslař (* 5. dubna 1935)
  - Mária Pozsonec, slovinská politička maďarského původu (* 16. ledna 1940)
- 6. dubna
  - David Peel, americký zpěvák a kytarista (* 1. srpna 1943)
  - Don Rickles, americký komik (* 8. května 1926)
- 7. dubna
  - Glenn O'Brien, americký spisovatel (* 2. března 1947)
  - Anton Frolo, slovenský házenkář a reprezentant Československa (* 20. dubna 1934)
- 8. dubna – Georgij Grečko, sovětský kosmonaut ruské národnosti (* 25. května 1931)
- 10. dubna – David Parry-Jones, velšský sportovní komentátor (* 25. září 1933)
- 12. dubna
  - Charlie Murphy, americký herec, bratr Eddieho Murphyho (* 12. července 1959)
  - Tom Coyne, americký masteringový inženýr (* 10. prosince 1954)
  - Michael Ballhaus, mezinárodně úspěšný německý kameraman (* 5. srpna 1945)
- 14. dubna – Bruce Langhorne, americký kytarista a hudební skladatel (* 11. května 1938)
- 15. dubna
  - Clifton James, americký herec (* 29. května 1920)
  - Emma Morano, nejstarší člověk a zároveň jedna z posledních tří známých lidí, kteří se narodili v 19. století (* 29. listopadu 1899)
- 16. dubna – Allan Holdsworth, anglický kytarista a skladatel (* 6. srpna 1946)
- 19. dubna
  - Antun Bogetić, chorvatský římskokatolický kněz a emeritní biskup Poreč a Pula (* 24. dubna 1922)
  - Nikolaj Andruščenko, ruský fyzik a novinář(* 10. září 1943)
- 20. dubna
  - Magdalena Abakanowiczová, polská sochařka (* 20. června 1930)
  - Germaine Mason, britský atlet ve skoku do výšky jamajského původu (* 20. ledna 1983)
- 22. dubna
  - Michele Scarponi, italský silniční cyklista (* 25. září 1979)
  - Attilio Nicora, italský římskokatolický kněz, vysoký úředník římské kurie a kardinál (* 16. března 1937)
- 23. dubna – Imre Földi, maďarský vzpěrač (* 8. května 1938)
- 24. dubna – Robert Maynard Pirsig, americký filozof a spisovatel (* 6. září 1928)
- 26. dubna
  - Jonathan Demme, americký filmový režisér, producent a scenárista (* 22. února 1944)
  - Endrik Wottrich, německý operní pěvec (* 13. října 1964)
- 28. dubna – Vito Acconci, americký sochař a akční umělec (* 24. ledna 1940)
- 30. dubna
  - Josef Arpád Habsbursko-Lotrinský, člen uherské větve Habsbursko-lotrinské dynastie a arcivévoda rakouský (* 8. února 1933)
  - Ueli Steck, švýcarský horolezec (* 4. října 1976)
- 1. května – Bruce Hampton, americký zpěvák, kytarista a herec (* 30. dubna 1947)
- 3. května
  - Daliah Laviová, izraelská herečka a zpěvačka (* 12. října 1942)
  - Hajo Düchting, německý historik umění, spisovatel, malíř, učitel muzejnictví a umění (* 1949)
- 4. května
  - Timo Mäkinen, finský jezdec rallye (* 18. března 1938)
  - Victor Lanoux, francouzský herec, producent, scenárista a dramaturg (* 18. června 1936)
- 5. května – Binjamin Elon, izraelský rabín, politik a bývalý poslanec (* 10. listopadu 1954)
- 6. května
  - Min Bahádur Šerčan, nepálský horolezec (* 20. června 1931)
  - Steven Holcomb, americký bobista (* 14. dubna 1980)
  - Youssef Anis Abi-Aad, libanonský maronitský katolický kněz a emeritní archeparcha Aleppa (* 12. ledna 1940)
- 9. května – Robert Miles, italský DJ a hudební skladatel (* 3. listopadu 1969)
- 12. května – Mauno Koivisto, finský prezident (* 25. listopadu 1923)
- 13. května
  - Jimmy Copley, anglický bubeník (* 29. prosince 1953)
  - Alain Colmerauer, francouzský informatik (* 24. ledna 1941)
- 15. května
  - Javier Valdez Cárdenas, mexický spisovatel a novinář, píšící o mexických drogových kartelech (* 14. dubna 1967)
  - Karl-Otto Apel, německý filosof, který se pokusil o sblížení kontinentální hermeneutické filosofie a filosofie jazyka (* 15. března 1922)
- 17. května
  - Viktor Gorbatko, sovětský vojenský letec a kosmonaut ruské národnosti (* 3. prosince 1934)
  - Rhodri Morgan, velšský politik (* 29. září 1939)
- 18. května
  - Chris Cornell, americký hudebník (* 20. července 1964)
  - Božena Fuková, slovenská a československá ekonomka, politička Komunistické strany Slovenska a poúnorová poslankyně (* 15. ledna 1935)
  - Jacque Fresco, americký multidisciplinární vědec a filozof, sociolog, architekt, designér, sociální inženýr, pedagog a futurolog (* 13. března 1916)
  - Roger Ailes, americký televizní ředitel a mediální konzultant (* 15. května 1940)
- 19. května – Stanislav Petrov, příslušník sovětské armády (* 9. září 1939)
- 20. května – Dan Găureanu, rumunský sportovní šermíř, který se specializoval na šerm šavlí (* 15. listopadu 1967)
- 21. května – Lars-Erik Skiöld, švédský zápasník, reprezentant v zápase řecko-římském (* 19. března 1952)
- 22. května
  - Nicky Hayden, americký motocyklový závodník (* 30. července 1981)
  - Mickey Roker, americký jazzový hudeb bubeník (* 3. září 1932)
- 23. května – Roger Moore, anglický herec, známý především jako třetí herec, který ztvárnil postavu Jamese Bonda (* 14. října 1927)
- 26. května – Zbigniew Brzezinski, polsko-americký politolog (* 28. března 1928)
- 27. května
  - Elzbieta Ledererová, polská filoložka, překladatelka, která žila v Československu (* 7. ledna 1932)
  - Gregg Allman, americký rockový hudebník (* 8. prosince 1947)
- 29. května
  - Manuel Noriega, panamský diktátor (* 11. února 1934)
  - Konstantinos Mitsotakis, řecký premiér (* 18. října 1918)
  - Barbara Jaruzelska, polská germanistka, vysokoškolská pedagožka a první dáma Polska (* 1931)
  - Mordechaj Cipori, izraelský politik (* 15. září 1924)
  - Michael A'Hearn, americký astronom a profesor (* 17. listopadu 1940)
- 30. května – Molly Petersová, americká modelka a později i herečka (* 15. března 1942)
- 31. května – Lubomyr Huzar, ukrajinský řeckokatolický kněz, emeritní vyšší arcibiskup kyjevsko-haličský, kardinál (* 26. února 1933)
- 1. června
  - Alois Mock, rakouský politik, předseda Rakouské lidové strany a ministr zahraničí (* 10. června 1934)
  - Tankred Dorst, německý spisovatel a dramatik (* 19. prosince 1925)
- 4. června – Juan Goytisolo, španělský spisovatel (* 5. ledna 1931)
- 5. června
  - Cheick Tioté, fotbalový záložník z Pobřeží slonoviny (* 21. června 1986)
  - Anna Jókaiová, maďarská spisovatelka (* 24. listopadu 1932)
- 8. června – Sam Panopoulos, kanadský restauratér a kuchař, jemuž je připisováno vynalezení pizzy Havaj (* 20. srpna 1934)
- 9. června – Adam West, americký herec (* 19. září 1928)
- 10. června – Julia Perez, indonéská zpěvačka, herečka a modelka (* 15. července 1980)
- 12. června – Otto Warmbier, americký student, který byl v Severní Koreji odsouzen k 15 letům vězení a těžkých prací za krádež propagandistického plakátu (* 12. prosince 1994)
- 13. června – Anita Pallenbergová, italská herečka a bývalá přítelkyně Keitha Richardse (* 25. ledna 1944)
- 16. června
  - Helmut Kohl, německý kancléř (* 3. dubna 1930)
  - Stephen Furst, americký herec a režisér (* 8. května 1955)
  - Christian Cabrol, francouzský kardiochirurg a politik (* 16. září 1925)
  - John Avildsen, americký režisér (* 22. prosince 1935)
- 17. června
  - Józef Grudzień, polský boxer (* 1. dubna 1939)
  - Anneliese Uhligová, německá herečka (* 27. srpna 1918)
- 19. června – Ivan Dias, indický římskokatolický kněz, arcibiskup Bombaje, vatikánský diplomat, vysoký úředník římské kurie (* 14. dubna 1936)
- 20. června – Sergej Mylnikov, ruský hokejový brankář (* 6. října 1958)
- 22. června – Quett Ketumile Masire, prezident Botswany (* 23. července 1925)
- 24. června – Nisse Nilsson, švédský lední hokejista (* 8. března 1936)
- 25. června – Denis McQuail, akademik a spisovatel zabývající se komunikační teorií (* 12. dubna 1935)
- 27. června
  - Michael Nyqvist, švédský herec (* 8. listopadu 1960)
  - Peter L. Berger, americký sociolog a luteránský teolog (* 17. března 1927)
- 28. června – Phil Cohran, americký jazzový trumpetista (* 8. května 1927)
- 30. června – Simone Veilová, francouzská pravicová politička a právnička (* 13. července 1927)
- 3. července – Paolo Villaggio, italský herec, spisovatel a režisér (* 30. prosince 1932)
- 5. července
  - Joachim Meisner, německý římskokatolický kněz a emeritní arcibiskup v Kolíně nad Rýnem (* 25. prosince 1933)
  - Pierre Henry, francouzský hudební skladatel a jeden ze zakladatelů konkrétní hudby (* 9. prosince 1927)
- 9. července – Miep Diekmannová, nizozemská spisovatelka a překladatelka, autorka knih pro děti (* 26. ledna 1925)
- 10. července – Peter Härtling, německý dramatik, básník a spisovatel a autor knih pro děti (* 13. listopadu 1933)
- 13. července
  - Liou Siao-po, čínský literární kritik a disident, nositel Nobelovy ceny (* 28. prosince 1955)
  - Charles Bachman, americký informatik a softwarový inženýr (* 11. prosince 1924)
- 14. července – Julia Hartwigová, polská překladatelka a spisovatelka (* 14. srpna 1921)
- 15. července
  - Marjam Mírzácháníová, íránská matematička a nositelka Fieldsovy medaile (* 3. května 1977)
  - Martin Landau, americký televizní a filmový herec (* 20. června 1928)
- 16. července – George A. Romero, americký filmový režisér a scenárista (* 4. února 1940)
- 20. července
  - Claude Rich, francouzský herec (* 8. února 1929)
  - Chester Bennington, americký zpěvák, hlavní zpěvák rockové skupiny Linkin Park (* 20. března 1976)
- 21. července – Nikolaj Kamenskij, sovětský skokan na lyžích (* 17. října 1931)
- 22. července – Štefan Nosáľ, slovenský choreograf, režisér, folklorista a pedagog (* 20. ledna 1927)
- 23. července – József Szendi, maďarský prelát římskokatolické církve (* 31. října 1921)
- 25. července
  - Igor Samotný, slovenský fotbalista (* 9. října 1960)
  - Hywel Bennett, velšský filmový a televizní herec (* 8. dubna 1944)
- 26. července – Leo Kinnunen, finský automobilový závodník a pilot Formule 1 (* 5. srpna 1943)
- 27. července
  - Sam Shepard, americký herec, režisér, dramatik, spisovatel, hudebník a scenárista (* 5. listopadu 1943)
  - Kim Won-ki, jihokorejský zápasník a olympionik (* 6. ledna 1962)
- 30. července – Anton Vratuša, slovinský politik a diplomat (* 21. února 1915)
- 31. července – Jeanne Moreau, francouzská herečka, zpěvačka a režisérka (* 23. ledna 1928)
- 1. srpna – Goldy McJohn, kanadský rockový klávesista (* 2. května 1945)
- 3. srpna
  - Robert Hardy, anglický filmový a divadelní herec (* 29. října 1925)
  - Giovanni Benedetti, italský římskokatolický kněz a emeritní biskup diecéze Foligno (* 12. března 1917)
  - Ángel Nieto, španělský motocyklový závodník (* 25. ledna 1947)
- 5. srpna – Dionigi Tettamanzi, italský římskokatolický kněz, bývalý arcibiskup Milána a Janova a kardinál (* 14. března 1934)
- 6. srpna
  - Nicole Bricqová, francouzská socialistická politička a právnička (* 10. června 1947)
  - Betty Cuthbertová, australská atletka, čtyřnásobná olympijská vítězka, v Austrálii přezdívaná Golden Girl (* 20. dubna 1938)
  - Youssef Anis Abi-Aad, libanonský maronitský katolický kněz a emeritní archeparcha Aleppa (* 12. ledna 1940)
  - Ernst Zündel, neonacistický pamfletista a prodejce nacistických předmětů, odsouzený za popírání holokaustu (* 24. dubna 1939)
- 8. srpna – Glen Campbell, americký zpěvák country (* 22. dubna 1936)
- 9. srpna
  - Marián Varga, slovenský hudební skladatel a hráč na klávesové nástroje (* 29. ledna 1947)
  - Robert Miles, italský skladatel a hudebník trance, ambient, techno a dalších druhů elektronické hudby (* 3. listopadu 1969)
- 10. srpna
  - Eliáš Galajda, slovenský spisovatel ukrajinské národnosti (* 1. srpna 1931)
  - Ruth Pfau, německá řádová sestra (* 9. září 1929)
- 11. srpna – Richard Gordon, britský lékař a spisovatel (* 15. září 1921)
- 12. srpna – Bryan Murray, kanadský hokejový trenér a generální manažer (* 5. prosince 1942)
- 15. srpna – Gunnar Birkerts, americký architekt lotyšského původu (* 17. ledna 1925)
- 16. srpna – Wayne Lotter, jihoafrický ochránce přírody (* 4. prosince 1965)
- 19. srpna
  - Janusz Głowacki, polský prozaik, dramatik a fejetonista (* 13. září 1938)
  - Brian Aldiss, britský autor science fiction řazený mezi autory tzv. Nové vlny (* 18. srpna 1925)
- 20. srpna
  - Jerry Lewis, americký komik, herec, zpěvák, producent, scenárista a režisér (* 16. března 1926)
  - Wilhelm Killmayer, německý hudební skladatel a dirigent (* 21. srpna 1927)
  - Colin Meads, novozélandský ragbista (* 3. června 1936)
- 22. srpna – John Abercrombie, americký kytarista progresivního jazzu (* 16. prosince 1944)
- 24. srpna – Cecil Dale Andrus, bývalý americký politik a ministr vnitra (* 25. srpna 1931)
- 25. srpna
  - Rich Piana, americký kulturista, herec a populární YouTuber (* 26. září 1971)
  - Margaret Moser, americká novinářka (* 16. května 1954)
- 28. srpna
  - Cutomu Hata, japonský premiér (* 24. srpna 1935)
  - Mireille Darcová, francouzská divadelní a filmová herečka a režisérka (* 15. května 1938)
- 30. srpna
  - Károly Makk, maďarský režisér a scenárista (* 22. prosince 1925)
  - Louise Hay, americká spisovatelka (* 8. října 1926)
  - Marjorie Boulton, anglická profesorka, básnířka, spisovatelka a esperantistka (* 7. května 1924)
- 31. srpna – Ann Jellicoe, britská dramatička, herečka a divadelnice (* 12. června 1927)
- 1. září
  - Štefan Vrablec, slovenský římskokatolický kněz a emeritní pomocný biskup bratislavsko-trnavské arcidiecéze (* 21. února 1925)
  - Cormac Murphy-O'Connor, anglický římskokatolický kněz, emeritní arcibiskup Westminsteru, kardinál (* 24. srpna 1932)
  - Armando Aste, italský horolezec (* 6. ledna 1926)
- 3. září
  - Dave Hlubek, americký frontman a kytarista (* 28. srpna 1951)
  - John Ashbery, americký básník, kritik a novinář (* 28. července 1927)
  - Walter Becker, americký hudebník a producent (* 20. února 1950)
- 5. září – Nicolaas Bloembergen, americký fyzik, nositel Nobelovy ceny (* 11. března 1920)
- 6. září
  - Carlo Caffarra, italský římskokatolický kněz, arcibiskup v Bologni a kardinál (* 1. června 1938)
  - Vladimir Iosifovič Levenštejn, ruský matematik pracující zejména v oboru teorie informace (* 20. května 1935)
  - Lotfi Zadeh, ázerbajdžsko-americký matematik, počítačový vědec, elektrotechnik, výzkumník umělé inteligence a profesor (* 4. února 1921)
- 8. září
  - Don Williams, americký country zpěvák a skladatel (* 27. května 1939)
  - Jerry Pournelle, americký esejista, novinář a autor science fiction (* 7. srpna 1933)
  - Ljubiša Samardžić, srbský herec a režisér (* 19. listopadu 1936)
  - Ján Harbuľák, slovenský fotbalový záložník (* 28. prosince 1962)
- 9. září – Velasio De Paolis, italský římskokatolický kněz, kardinál a bývalý předseda Prefektury ekonomických záležitostí Apoštolského stolce (* 19. září 1935)
- 12. září – Frank Capp, americký jazzový bubeník (* 20. srpna 1931)
- 15. září
  - Harry Dean Stanton, americký herec (* 14. července 1926)
  - Albert Speer mladší, německý architekt a městský projektant (* 29. července 1934)
- 19. září – Jake LaMotta, americký boxer a mistr světa ve střední váze (* 10. července 1922)
- 21. září – Liliane Bettencourtová, francouzská podnikatelka, majitelka francouzské kosmetické firmy L’Oreál (* 21. října 1922)
- 24. září – Norman Dyhrenfurth, švýcarsko-americký herec a horolezec (* 7. května 1918)
- 25. září – Aneurin Jones, velšský malíř (* 1930)
- 26. září – Morton Kaplan, americký politolog a profesor (* 9. května 1921)
- 27. září
  - Hugh Hefner, zakladatel a vydavatel časopisu Playboy (* 9. dubna 1926)
  - Antonio Spallino, italský sportovní šermíř a olympijský vítěz (* 1. dubna 1925)
  - Edmond Abelé, francouzský římskokatolický kněz a emeritní biskup Digne (* 4. března 1925)
- 29. září
  - Ljudmila Bělousovová, ruská krasobruslařka a olympijská vítězka (* 22. listopadu 1935)
  - Charles Cohen, americký hudebník (* 9. října 1945)
- 30. září
  - Vladimir Alexandrovič Vojevodskij, ruský matematik (* 4. června 1966)
  - Gunnar Thoresen, norský fotbalový útočník (* 21. července 1920)
- 1. října – Arthur Janov, americký psycholog , psychoterapeut a tvůrce metody Primární terapie (* 21. srpna 1924)
- 2. října
  - Tom Petty, americký zpěvák, kytarista a hudební skladatel (* 20. října 1950)
  - Klaus Huber, švýcarský skladatel (* 30. listopadu 1924)
- 3. října – Džalál Talabání, irácký prezident a kurdský politik (* 12. listopadu 1933)
- 4. října – Liam Cosgrave, irský politik (* 13. dubna 1920)
- 7. října – Vjačeslav Vsevolodovič Ivanov, ruský filolog a indoevropeista (* 21. srpna 1929)
- 8. října
  - Grady Tate, americký jazzový bubeník (* 14. ledna 1932)
  - Michel Fernando Costa, brazilský fotbalový záložník (* 11. března 1981)
- 9. října – Jean Rochefort, francouzský divadelní a filmový herec (* 29. dubna 1930)
- 17. října – Danielle Darrieuxová, francouzská herečka a zpěvačka (* 1. května 1917)
- 18. října
  - Ricardo Jamin Vidal, filipínský římskokatolický kněz, emeritní arcibiskup cebuský, kardinál (* 6. února 1931)
  - Phil Miller, britský kytarista (* 22. ledna 1949)
- 22. října
  - George Young, australský rockový hudebník, textař a producent (* 6. listopadu 1946)
  - Marína Čeretková-Gállová, slovenská spisovatelka (* 26. září 1931)
- 23. října – Paul Weitz, americký vojenský letec a astronaut (* 25. července 1932)
- 24. října – Fats Domino, americký R&B, rock and rollový pianista a zpěvák (* 26. února 1928)
- 27. října
  - Katalin Szőkeová, maďarská plavkyně (* 17. srpna 1935)
  - Piotr Szczęsny, polský chemik, člen polské Mensa Society, který se upálil (* 1963)
- 29. října
  - Muhal Richard Abrams, americký jazzový klavírista, klarinetista a hudební skladatel (* 19. září 1930)
  - Richard Hambleton, kanadský výtvarník (* 23. června 1952)
- 1. listopadu – Vladimir Makanin, ruský matematik a spisovatel (* 13. března 1937)
- 2. listopadu – Aboubacar Somparé, guinejský politik a předseda zákonodárného sboru Národního shromáždění (* 31. srpna 1944)
- 5. listopadu – Dionatan Teixeira, slovenský fotbalový obránce brazilského původu (* 24. července 1992)
- 6. listopadu
  - Karin Dorová, německá herečka (* 22. února 1938)
  - Andrés Sapelak, ukrajinský řeckokatolický kněz, emeritní biskup Santa María del Patrocinio en Buenos Aires a člen Salesiánů Dona Bosca (* 13. prosince 1919)
  - Feliciano Rivilla, španělský fotbalista (* 21. srpna 1936)
  - Richard Gordon, americký pilot a astronaut z programů Gemini a Apollo (* 5. října 1929)
- 7. listopadu
  - Hans Schäfer, německý fotbalista (* 12. října 1927)
  - Paul Buckmaster, anglický violoncellista, dirigent a aranžér (* 13. června 1946)
- 8. listopadu – Josip Weber, chorvatský fotbalista (* 16. listopadu 1964)
- 9. listopadu
  - Peter Gorsen, rakouský kunsthistorik (* 16. listopadu 1933)
  - Shyla Stylez, kanadská pornoherečka s německými kořeny (* 23. září 1982)
- 12. listopadu
  - Bernard Panafieu, francouzský římskokatolický kněz, bývalý arcibiskup Marseille, kardinál (* 26. ledna 1931)
  - Michel Chapuis, francouzský varhaník (* 15. ledna 1930)
- 14. listopadu – Ruth Bondyová, izraelská novinářka, spisovatelka a překladatelka českého původu (* 19. června 1923)
- 15. listopadu
  - Jaroslav Vaněk, americký ekonom českého původu (* 20. dubna 1930)
  - Lil Peep, americký rapper (* 1. listopadu 1996)
  - Frans Krajcberg, brazilský sochař, malíř, spisovatel a fotograf polského původu (* 12. května 1921)
- 17. listopadu – Salvatore Riina, šéf sicilské mafie (* 16. listopadu 1930)
- 18. listopadu
  - Malcolm Young, zakládající člen, kytarista, doprovodný zpěvák a spoluautor písní skupiny AC/DC (* 6. ledna 1953)
  - Azzedine Alaïa, tuniský módní návrhář (* 26. února 1935)
  - Naim Süleymanoğlu, turecký vzpěrač (* 23. ledna 1967)
  - Ben Riley, americký jazzový bubeník (* 17. července 1933)
- 19. listopadu
  - Charles Manson, americký zločinec a hudebník, spoluzakladatel komunity „Manson Family“ (* 12. listopadu 1934)
  - Andrea Cordero Lanza di Montezemolo, italský římskokatolický kněz, dlouholetý vatikánský diplomat, kardinál (* 27. srpna 1925)
- 20. listopadu – Izabella Zielińska, polská koncertní klavíristka (* 10. prosince 1910)
- 21. listopadu – David Cassidy, americký zpěvák a herec (* 12. dubna 1950)
- 22. listopadu
  - Dmitrij Chvorostovskij, ruský operní pěvec, barytonista (* 16. října 1962)
  - Jon Hendricks, americký jazzový zpěvák a textař (* 16. září 1921)
  - George Avakian, americký hudební producent (* 15. března 1919)
  - Vartan Kechichian, arménský kněz Arménské katolické církve, arcibiskup, emeritní koadjutor ordinář Východní Evropy a člen kongregace Mechitaristů (* 13. září 1933)
- 25. listopadu – Rance Howard, americký herec (* 17. listopadu 1928)
- 29. listopadu
  - Ján Strausz, slovenský fotbalista (* 16. listopadu 1942)
  - Slobodan Praljak, generál bosenských Chorvatů a zločinec, nepravomocně odsouzený Mezinárodním trestním tribunálem pro bývalou Jugoslávii v Haagu (* 2. ledna 1945)
  - Jerry Fodor, americký filozof a kognitivní vědec židovského původu (* 22. dubna 1935)
- 2. prosince
  - Nava Semel, izraelská spisovatelka, dramatička a překladatelka (* 15. září 1954)
  - Mundell Lowe, americký jazzový kytarista a hudební skladatel (* 21. dubna 1922)
- 3. prosince
  - John Bayard Anderson, americký politik, člen Sněmovny reprezentantů v letech 1961–1981 a kandidát na prezidenta v roce 1980 (* 15. ledna 1922)
  - Juraj Lehotský, slovenský trumpetista (* 18. ledna 1940)
- 4. prosince
  - Alí Abdalláh Sálih, jemenský prezident (* 21. března 1942)
  - Manuel Marín, španělský politik a v letech 2004 až 2008 předseda španělského parlamentu (* 21. října 1949)
  - Peter Šolin, slovenský fotbalista (* 15. července 1946)
- 5. prosince – Michal I. Rumunský, čtvrtý a poslední rumunský král z dynastie Hohenzollernů (* 25. října 1921)
- 6. prosince
  - Johnny Hallyday, francouzský zpěvák a herec (* 15. června 1943)
  - Cyrus Young, americký atlet, olympijský vítěz v hodu oštěpem (* 23. července 1928)
  - George Killian, americký sportovní funkcionář, bývalý předseda Mezinárodní federace univerzitního sportu a Mezinárodní basketbalové federace (* 6. dubna 1924)
- 8. prosince – Sunny Murray, americký jazzový bubeník (* 21. září 1936)
- 12. prosince – Aharon Jehuda Lejb Steinman, izraelský rabín, jeden z předních představitelů litevské větve ortodoxního směru, předseda Rady učenců Tóry hnutí Degel ha-Tora (* 1913)
- 15. prosince
  - Kazimierz Piechowski, polský politický vězeň nacismu i komunismu a skaut (* 3. října 1919)
  - Pavol Mauréry, slovenský operní zpěvák (* 21. května 1935)
  - Don Hogan Charles, americký fotograf (* 9. září 1938)
  - Ralph Carney, americký hudebník (* 23. ledna 1956)
- 16. prosince – Z'EV, americký perkusionista a básník (* 8. února 1951)
- 18. prosince – Kim Čong-hjon, jihokorejský zpěvák, skladatel a DJ (* 8. dubna 1990)
- 20. prosince – Bernard Francis Law, americký katolický duchovní a kardinál (* 4. listopadu 1931)
- 21. prosince
  - Roswell Rudd, americký jazzový pozounista (* 17. listopadu 1935)
  - Bruce McCandless, americký důstojník a kosmonaut (* 8. června 1937)
- 28. prosince – Sue Graftonová, americká spisovatelka detektivních románů (* 24. dubna 1940)
- 29. prosince – María del Carmen Franco y Polo, dcera někdejšího španělského diktátora Francisca Franca (* 14. září 1926)
- 30. prosince – Gyöngyi Szalayová, maďarská sportovní šermířka a olympionička (* 24. března 1968)
- 31. prosince – Aravind Joshi, indický informatik (* 5. srpna 1929)

## Výročí

### Výročí událostí

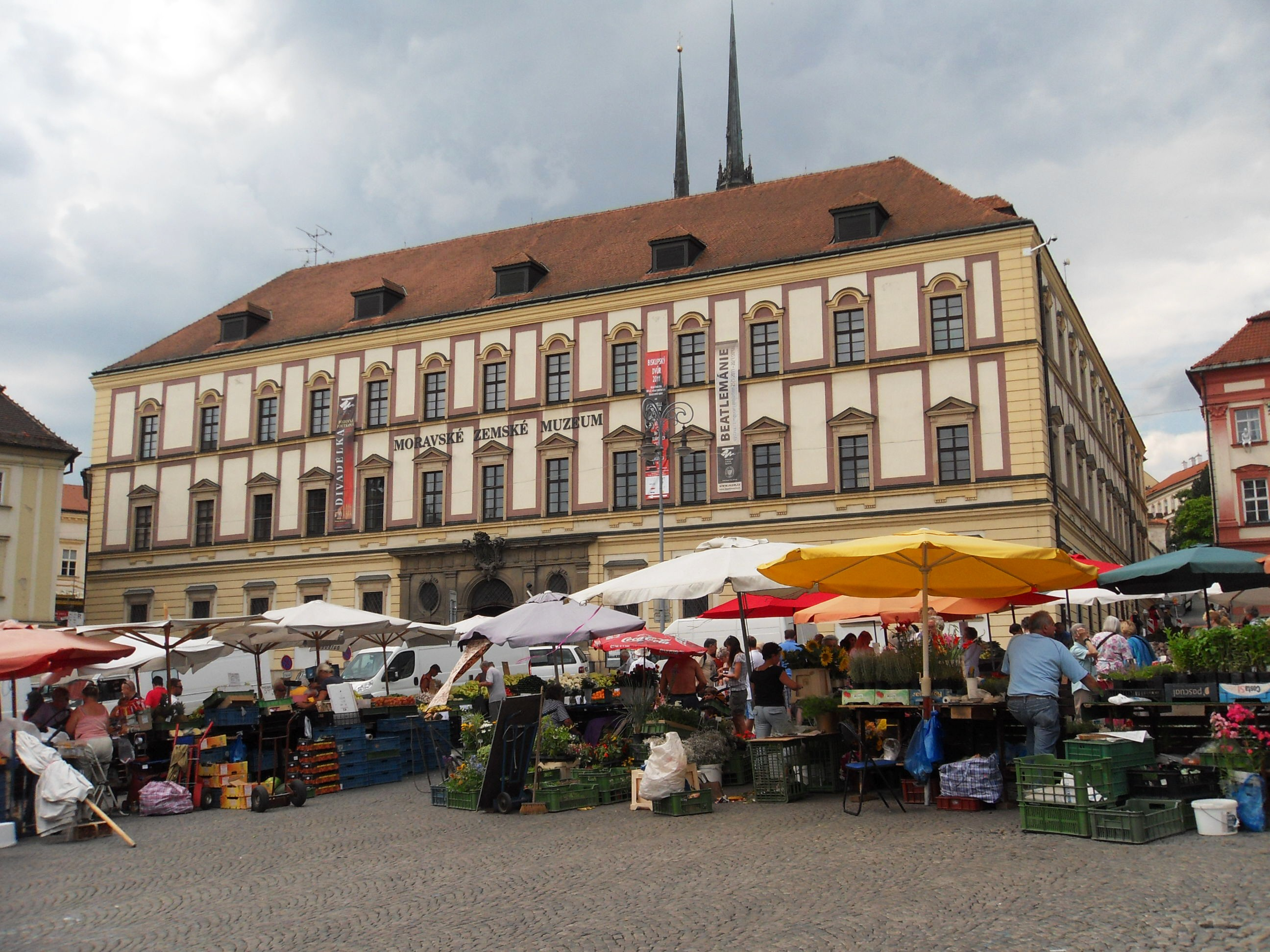
Moravské zemské muzeum

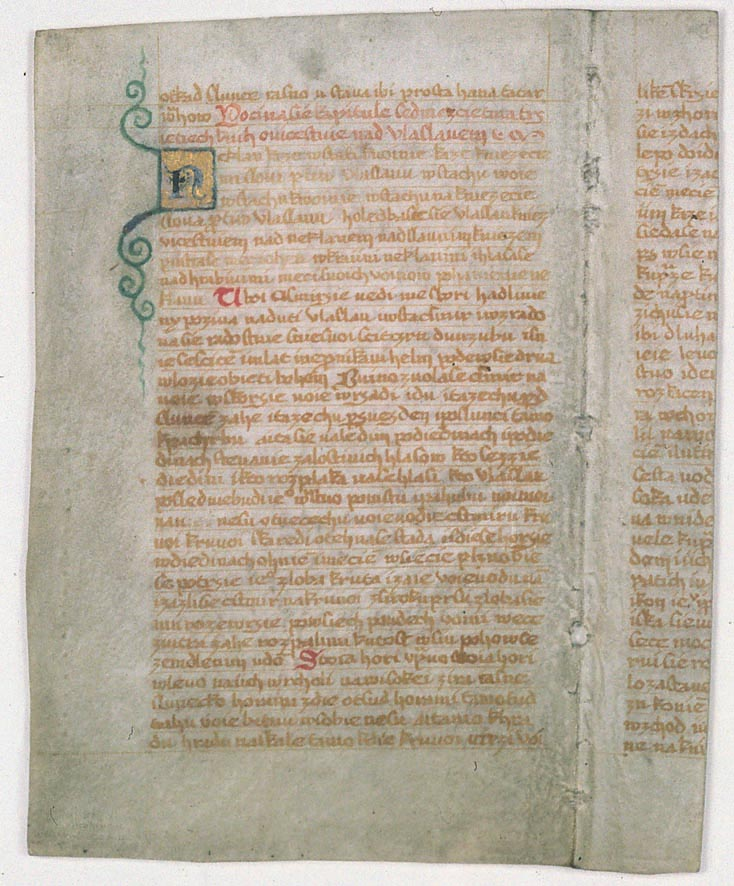
Rukopis královédvorský

- 17. ledna – Dánsko prodalo svou část Panenských ostrovů v Karibiku USA za 25 milionů dolarů (100 let)
- 8.–12. března – Únorová revoluce v Rusku (100 let)
- 15. března – Rakousko-uherské vyrovnání z Rakouského císařství vzniklo Rakousko-Uhersko (150 let)
- 5. dubna – vznik státu Bosna a Hercegovina (25 let)
- 7. května – Alfred Nobel si ve Spojeném království patentoval dynamit (150 let)
- 11. května – uznání nezávislosti Lucemburska (150 let)
- 13. května – První zjevení Panny Marie ve Fatimě (100 let)
- 1. června – vznik státu Kanada (150 let)
- 4. června – Kolumbijská univerzita v New Yorku poprvé udělila Pulitzerovu cenu (100 let)
- 5. června – Izraelské jednotky napadly Egypt, čímž začala Šestidenní válka (50 let)
- 8. června – Rakouský císař František Josef I. s manželkou Alžbětou byli v Budíně korunováni (150 let)
- 29. července – Bylo založeno Moravské zemské muzeum v Brně (200 let)
- 28. srpna – do Prahy byly z Vídně navráceny české korunovační klenoty (150 let)
- 14. září – Karl Marx vydal své hlavní dílo Kapitál (150 let)
- 16. září – Pankrác Borč a Václav Hanka objevili Rukopis královédvorský (200 let)
- 22. října – USA koupily od carského Ruska Aljašku za 7 200 000 dolarů (150 let)
- 31. října – Martin Luther uveřejňuje svých 95 tezí (500 let)
- 7. listopadu – VŘSR v Rusku (100 let)
- 26. listopad – Byla založena hokejová soutěž kanadsko-americká NHL (100 let)
- 6. prosince – uznání nezávislosti Finska (100 let)
- 8. prosince – byla založena Česká astronomická společnost (100 let)
- 18. prosince – V Petrohradu měl premiéru balet Louskáček (125 let)
- Bylo založeno Sdružení českých umělců grafiků Hollar (100 let)
- V San Francisku bylo vyhlášeno hnutí hippies (50 let)

### Výročí narození
- 8. ledna – David Bowie, britský zpěvák (70 let)
- 11. ledna – Michal Tučný, český zpěvák (75 let)
- 17. ledna – Amalie Mánesová, česká malířka (200 let)
- 20. února – Kurt Cobain, americký rockový zpěvák, zakladatel skupiny Nirvana (50 let)
- 6. března – Valentina Těreškovová, první žena ve vesmíru (80 let)
- 17. března – Simona Monyová, česká spisovatelka (50 let)
- 18. dubna – Jan Kaplický, český architekt (80 let)
- 22. dubna – Jack Nicholson, americký herec (80 let)
- 25. dubna – Ella Fitzgeraldová, americká jazzová zpěvačka (100 let)
- 10. května – Jan Weiss, český spisovatel (125 let)
- 9. května – Zita Bourbonsko-Parmská, poslední císařovna rakouská, královna česká a uherská (125 let)
- 13. května – Marie Terezie, rakouská arcivévodkyně a česká královna (300 let)
- 15. května – Madeleine Albrightová, ministryně zahraničních věcí USA (80 let)
- 29. května – John Fitzgerald Kennedy, americký prezident (100 let)
- 19. června – Jan Václav Stamic, český skladatel (300 let)
- 20. června
  - Rudolf Jelínek, český podnikatel (125 let)
  - Nicole Kidmanová, americko-australská herečka (50 let)
- 1. července – Pamela Anderson, kanadská herečka a modelka (50 let)
- 6. července – Ignác Platzer, česko-rakouský sochař a řezbář (300 let)
- 18. července – Vin Diesel, americký herec (50 let)
- 8. srpna – Dustin Hoffman, americký herec (80 let)
- 12. září – Valerie Kaplanová, česká herečka (100 let)
- 15. září – Petr Bezruč, český básník (150 let)
- 16. září – Pavel Bobek, český zpěvák (80 let)
- 18. října – Alois Rašín, 1. ministr financí Československa (150 let)
- 28. října – Julia Robertsová, americká herečka (50 let)
- 7. listopadu
  - Marie Curie-Skłodowská, francouzská vědkyně polského původu (150 let)
  - David Guetta, francouzský DJ (50 let)
- 12. listopadu – Bahá'u'lláh, zakladatel Bahá'í víry (200 let)
- 4. prosince – Francisco Franco, nejvyšší představitel Španělska od roku 1939 (125 let)
- 6. prosince – Jiří Kodet, český herec (80 let)
- 21. prosince – Jane Fondová, americká herečka (80 let)
- 22. prosince – František Xaver Šalda , český literární kritik, novinář a spisovatel (150 let)

### Výročí úmrtí
- 16. ledna – Marie Majerová, česká spisovatelka (50 let)
- 18. února – Robert Oppenheimer, americký fyzik (50 let)
- 27. března – Jaroslav Heyrovský, český chemik (50 let)
- 1. dubna – Scott Joplin, americký černošský hudebník, pianista a skladatel, jeden z prvních představitelů ragtimu (100 let)
- 14. dubna – Ludvík Lazar Zamenhof, židovský oční lékař, filolog a tvůrce jazyka esperanto (100 let)
- 19. dubna – Konrad Adenauer, německý kancléř (50 let)
- 19. června – Maxmilián I. Mexický, bratr rakouského císaře Františka Josefa I. (150 let)
- 4. července – Ondřej Sekora, český spisovatel (50 let)
- 18. července – Jane Austenová, anglická spisovatelka (200 let)
- 25. srpna – Michael Faraday, anglický fyzik (150 let)
- 27. srpna – Břetislav Kafka, český sochař, hypnolog, léčitel a badatel v oblasti parapsychologie (50 let)
- 31. srpna – Charles Baudelaire, francouzský básník (150 let)
- 9. října
  - André Maurois, francouzský spisovatel, esejista, historik, kritik a publicista (50 let)
  - Che Guevara, argentinský revolucionář (50 let)
- 15. října – Mata Hari, nizozemská tanečnice (100 let)
- 15. listopadu – Émile Durkheim, francouzský sociolog (100 let)
- 17. listopadu – Auguste Rodin, francouzský sochař (100 let)

## Hlavy států
V tomto seznamu jsou uvedeni pouze představitelé významnějších států.

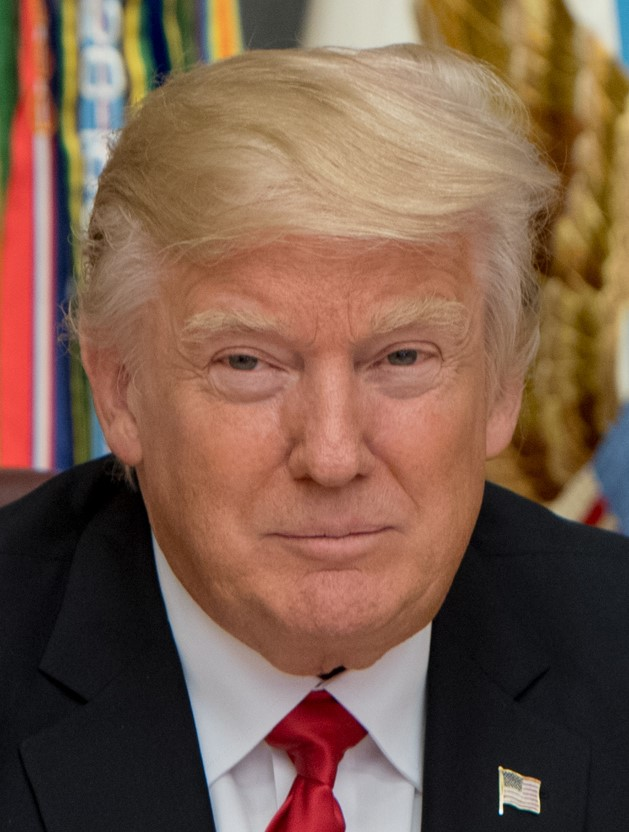
Donald Trump se stal 45. prezidentem USA

- Belgie – král Filip Belgický (od 2013)
- Brazílie – prezident Michel Temer (2016–2018)
- Čínská lidová republika – prezident Si Ťin-pching (od 2013)
- Česko – prezident Miloš Zeman (2013–2023)
- Dánsko – královna Markéta II. (1972–2024)
- Egypt – prezident Abd al-Fattáh as-Sísí (od 2014)
- Francie
  - prezident François Hollande (2012–2017)
  - prezident Emmanuel Macron (od 2017)
- Indie
  - prezident Pranab Mukherdží (2012–2017)
  - prezident Rám Náth Kóvind (2017–2022)
- Itálie – prezident Sergio Mattarella (od 2015)
- Izrael – prezident Re'uven Rivlin (2014–2021)
- Japonsko – císař Akihito (1989–2019)
- Jihoafrická republika – prezident Jacob Zuma (2009–2018)
- Kanada
  - generální guvernér David Johnston (2010–2017)
  - generální guvernérka Julie Payetteová (2017–2021)
- Maďarsko – prezident János Áder (2012–2022)
- Mexiko – prezident Enrique Peña Nieto (2012–2018)
- Německo
  - prezident Joachim Gauck (2012–2017)
  - prezident Frank-Walter Steinmeier (od 2017)
- Nizozemsko – král Vilém-Alexandr (od 2013)
- Polsko – prezident Andrzej Duda (2015–2025)
- Rakousko – prezident Alexander Van der Bellen (od 2017)
- Rusko – prezident Vladimir Putin (od 2012)
- Slovensko – prezident Andrej Kiska (2014–2019)
- Spojené království – královna Alžběta II. (1952–2022)
- Spojené státy americké
  - prezident Barack Obama (2009–2017)
  - prezident Donald Trump (2017–2021)
- Španělsko – král Filip VI. (od 2014)
- Turecko – prezident Recep Tayyip Erdoğan (od 2014)
- Ukrajina – prezident Petro Porošenko (2014–2019)
- Vatikán – papež a suverén Vatikánu František (2013–2025)